# Liesenstraße

Lage der Liesenstraße in Berlin, 1884

Die Liesenstraße liegt an der Grenze zwischen den Berliner Ortsteilen Mitte und Gesundbrunnen im Bezirk Mitte. An ihrer südöstlichen Seite verlief die Berliner Mauer. Gesundbrunnen gehörte bis 2001 zum Bezirk Wedding; dieser bildet heute mit Tiergarten und Mitte den neuen Bezirk Mitte.
An der rund 500 Meter langen Straße befindet sich so gut wie keine Wohnbebauung. Geprägt ist sie durch die sie kreuzenden, denkmalgeschützten Liesenbrücken und vier der bekanntesten Berliner Friedhöfe. Auf den Grundstücken südöstlich der Straße sind außerdem Reste der Grenzanlagen an der Berliner Mauer erhalten geblieben.

## Lage und Gründungsgeschichte
Die Liesenstraße verbindet die Chausseestraße mit der Gartenstraße und führt nach der Kreuzung mit dieser als Scheringstraße weiter. Sie führt dabei südlich vom Humboldthain über das ehemalige Grundstück des Berliner Gastwirts Carl Adolf Friedrich Liesen und wurde 1826 angelegt. 1833 wurde sie nach dem ehemaligen Besitzer benannt. Die Freiflächen an der Liesenstraße boten sich den Berliner Kirchengemeinden als Alternative zu innerstädtischen Begräbnisstätten an, die inzwischen gefüllt waren (siehe: Berliner Bestattungswesen).
Ab 1867 betrieb Louis Schwartzkopff nördlich der Liesenstraße den Erweiterungsbau seiner Eisengießerei und Maschinenfabrik Schwartzkopff. Deren Hauptsitz lag in der Chausseestraße; aus ihr ging die Berliner Maschinenbau AG hervor.
Die vier Friedhöfe, der zunehmende Zugverkehr von der benachbarten Stettiner Bahn und das Umfeld an metallverarbeitenden Betrieben, die der Gegend den Namen Feuerland einbrachte, machten verbleibende Grundstücke entlang der Liesenstraße für eine Wohnbebauung unattraktiv.

## Die Berliner Mauer an der Liesenstraße

### Entwicklungen nach dem Mauerbau

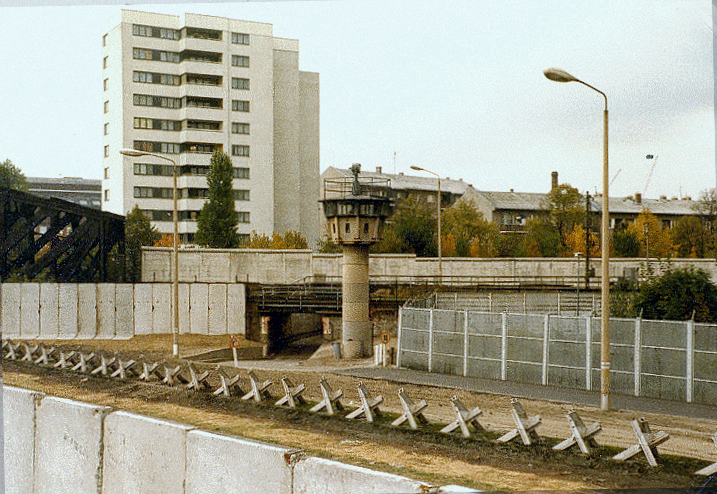
Todesstreifen auf dem St.-Hedwig-Friedhof mit Wachturm am Tunnel unter S-Bahn-Trasse; die erneuerte Grenzmauer ist noch ohne runden Abschluss, 1980

Nach dem Mauerbau am 13. August 1961 konnte die Liesenstraße nur noch vom West-Berliner Bezirk Wedding aus betreten werden. Auf den drei südlich der Straße gelegenen Friedhöfen und den bis zur Chausseestraße anschließenden Grundstücken wurde ein Grenzstreifen angelegt und in den folgenden Jahrzehnten immer weiter ausgebaut. Auf dem ehemaligen Friedhofsgelände war dieser Grenzstreifen beim Mauerfall 1989 rund 40 m, nahe der Chausseestraße wegen des dort gelegenen Grenzübergangs sogar bis zu 120 m tief. Inzwischen ist die Liesenstraße als Teil des zwischen 2002 und 2006 unter Verantwortung der Senatsverwaltung angelegten Berliner Mauerwegs ausgeschildert.
Von den Begräbnisstätten an der Liesenstraße war ab 1961 nur noch der nördlich gelegene Dorotheenstädtische Friedhof frei zugänglich. Dieser war jedoch durch die Mauer von seiner Gemeinde getrennt und wurde von Kreuzberger Gemeinden verwaltet. Die früheren Eingänge zu den anderen Friedhöfen waren durch die Grenzanlagen der DDR geschlossen. Die im Grenzstreifen liegenden Gräber wurden vollständig abgeräumt. Auf dem Gelände wurde – zum Teil mit abgebauten Grabsteinen – ein Kolonnenweg angelegt, der für die Fahrzeuge der Grenzpatrouillen genutzt wurde. Der Kolonnenweg unterquerte in einem eigens angelegten Tunnel die angrenzende S-Bahn-Trasse und setzte sich auf dem Grenzstreifen auf dem Gelände des Nordbahnhofs fort. Damit die hier die Sektorengrenze überquerende S-Bahn besser kontrolliert werden konnte, stand an der Tunneleinfahrt ein Wachturm.
Der Zugang zu den Friedhöfen südlich der Liesenstraße war nur noch über einen kleinen, gemeinsamen Eingang in der Wöhlertstraße möglich und auch nur direkten Angehörigen der hier beerdigten Personen unter strengen Auflagen gestattet. Es gab sogar Pläne, die Friedhöfe vollständig zu beseitigen, diese wurden aber nicht realisiert. Trotzdem wurden die Begräbnisstätten durch die Abräumung im Grenzteil, durch Zerstörungen im Grenzbetrieb und nicht zuletzt durch Vandalismus und Souvenirjäger nach der Öffnung der Berliner Mauer teilweise sehr stark beschädigt.

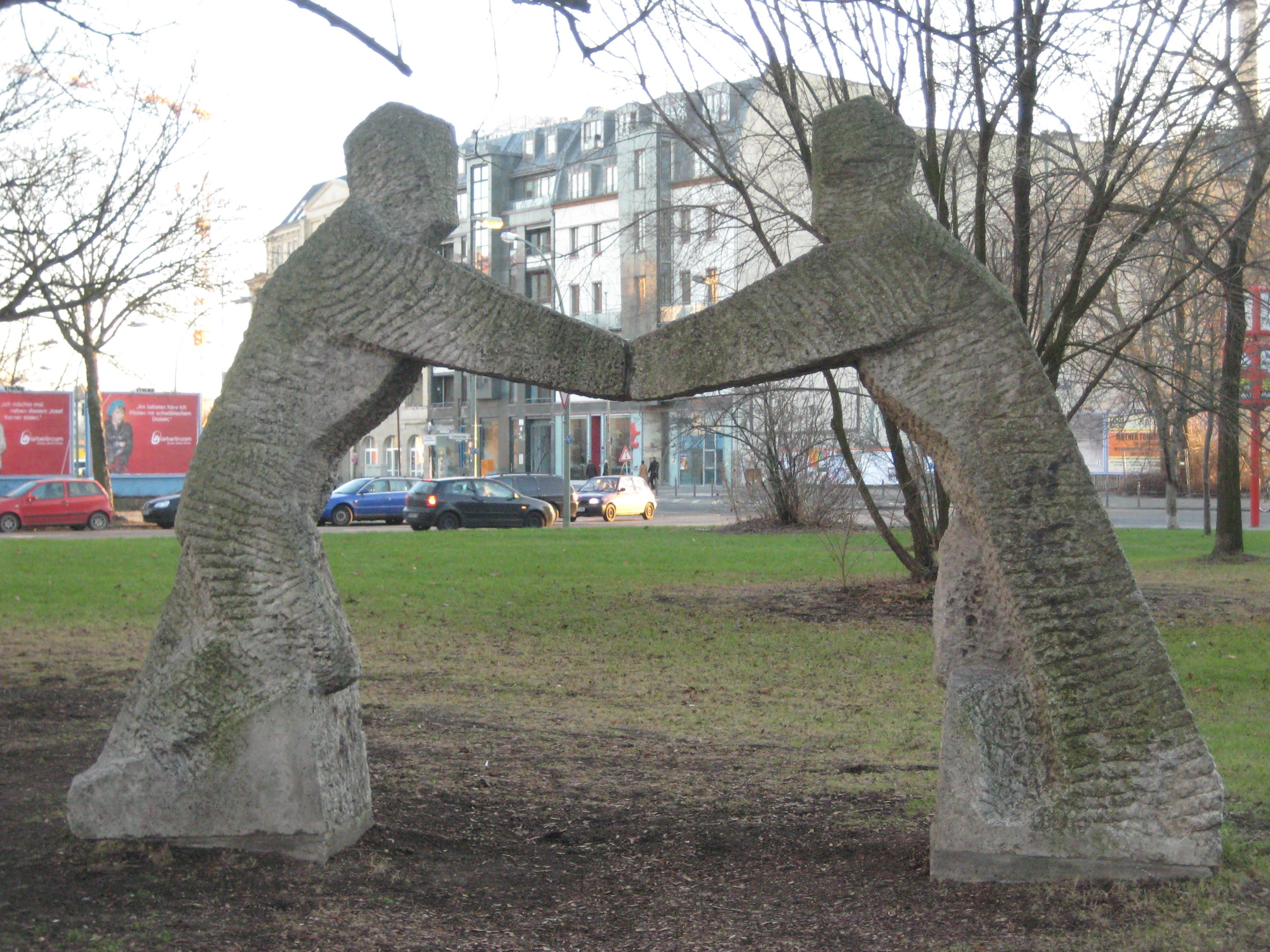
Skulptur Wiedervereinigung von Hildegard Leest, 1962

Der ehemalige Grenzstreifen gehört inzwischen wieder zum Gelände der drei Friedhöfe. Außer der Neuerrichtung der Friedhofsmauern an der Liesenstraße und der Wiederherstellung der Hauptwege im entleerten Gelände hat man allerdings auf rekonstruierende Maßnahmen weitgehend verzichtet. Die Abmessungen des Grenzstreifens und die in der Mauerzeit entstandenen Zerstörungen sind dadurch vor Ort noch erfassbar.
In der Grünanlage an der nördlichen Ecke von Liesenstraße und Chausseestraße erinnert eine 2,40 m hohe Skulptur aus Muschelkalkstein an die Zeit der Teilung. Das von Hildegard Leest 1962 entworfene Kunstwerk trägt den Titel Wiedervereinigung. Es zeigt zwei stilisierte Menschen, die sich über eine Kluft hinweg die Hände reichen. Der Standort wurde so gewählt, dass zur Zeit der Errichtung in südwestlicher Blickachse der Händedruck über den Grenzübergang Chausseestraße hinweg zu erfolgen schien.

### Erhaltene Reste der Grenzanlagen

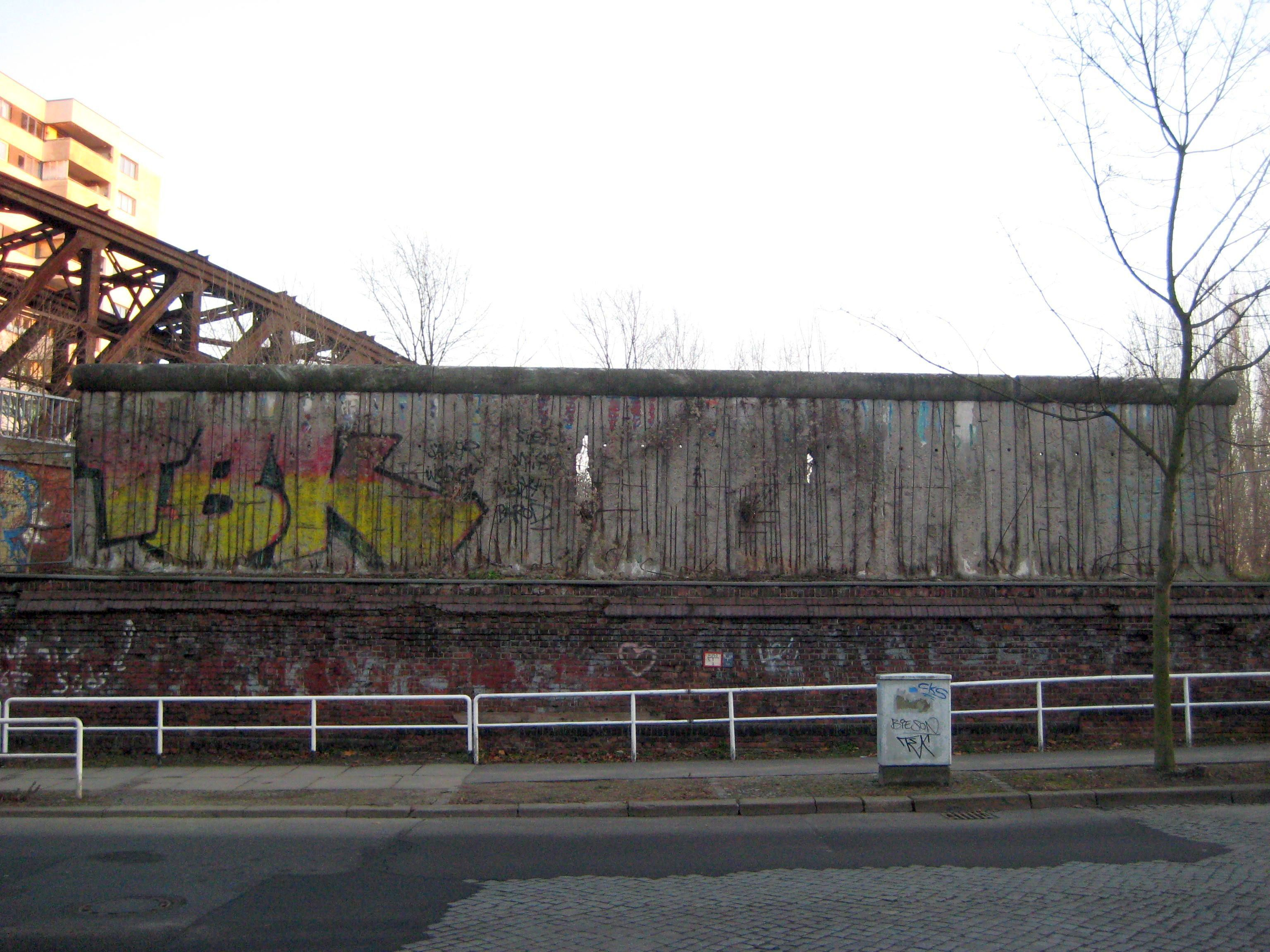
Mauerrest an der Liesenstraße vor den Liesenbrücken

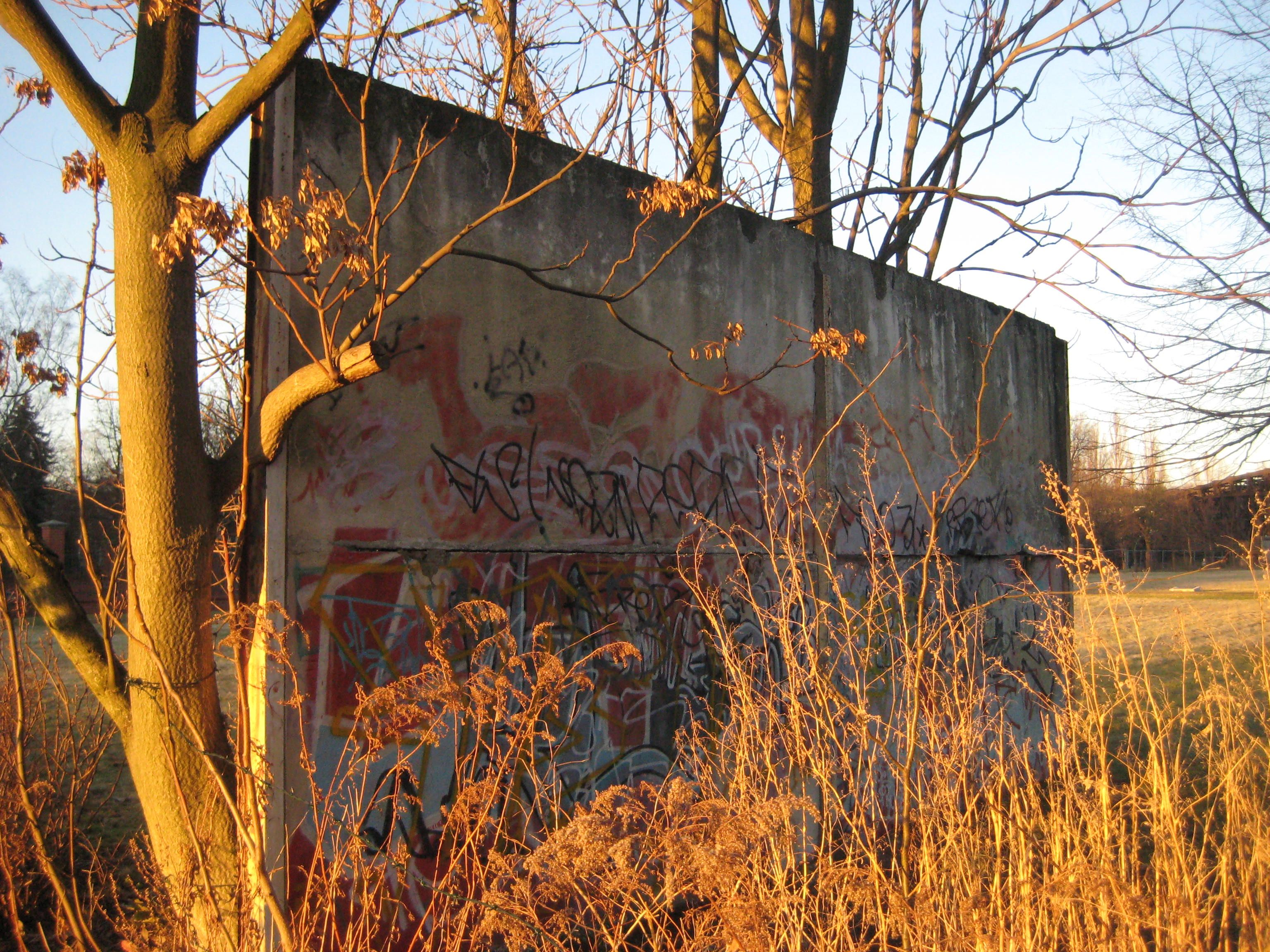
Rest der Hinterlandmauer auf dem St.-Hedwig-Friedhof

Entlang der gesamten Liesenstraße, besonders auf dem Friedhof der St.-Hedwigs-Gemeinde, sind Reste der Grenzanlagen erhalten geblieben. Einige davon stehen heute unter Denkmalschutz.
Ein 15 m langer, denkmalgeschützter Abschnitt der „Grenzmauer 75“ in Originalhöhe mit oberem Betonrohr befindet sich in der nördlichen Spitze des Friedhofs der St.-Hedwigs-Gemeinde, direkt an die Liesenbrücken anschließend. Es handelt sich um den kürzesten der drei noch erhaltenen Abschnitte der eigentlichen Berliner Grenzmauer („Vorderes Sperrelement“). Die anderen finden sich in der Bernauer Straße und in der Niederkirchnerstraße. Der Mauerabschnitt an der Liesenstraße sitzt etwas hinter der alten Friedhofsmauer auf. Zur Straßenseite hin ist er stark von „Mauerspechten“ bearbeitet worden.
Im westlichen Teil des Friedhofs der St.-Hedwigs-Gemeinde steht ein kurzer Abschnitt der Hinterlandmauer des Grenzstreifens an der Liesenstraße; auch dieser steht unter Denkmalschutz.
Eine ebenfalls denkmalgeschützte Plattenwand begrenzt den Friedhof der St.-Hedwigs-Gemeinde im Osten. Sie ist etwa 200 m lang und besteht aus zwischen Stahlträgern aufgehängten Betonplatten. Sie verlief als „Vorfeldsicherung“ parallel zu einem (nicht erhaltenen) Abschnitt der Hinterlandmauer des Grenzstreifens auf dem Gelände des Nordbahnhofs. Diese auch an einigen anderen Grenzabschnitten zu findende doppelte Staffelung der Sicherungsmauern auf Ost-Berliner Seite wurde gewählt, weil dazwischen die Trasse der nur an West-Berliner Bahnhöfen haltenden S-Bahn verlief. Auf der Friedhofsseite der Plattenwand findet sich noch in den frischen Beton eingeritzte Graffiti, darunter eine Reihe von Daten aus den Monaten Oktober bis Dezember 1974. Auch die eingeritzte Zeichnung eines Grenzwachturms des Typs BT 11 („dritte Generation“) ist zu erkennen. Dies zeigt, dass die Betonteile vor Ort erstellt wurden.
In der südwestlichen Ecke des Domfriedhofs I befindet sich der (nicht denkmalgeschützte) Rest einer ähnlichen Plattenwand, die den Friedhof vom angrenzenden Gebiet jenseits der Hinterlandmauer abtrennen sollte. Entlang des Gräberfeldes ist nur die Pfostenreihe dieser „Vorfeldsicherung“ erhalten geblieben. Sie entspricht dem Verlauf einer älteren Version der Hinterlandmauer; deren Fundamentreste sind im Brachland südlich der Friedhofsmauer noch zu entdecken.
Der den Grenzstreifen einst durchlaufende Kolonnenweg ist im Friedhofsbereich nicht mehr zu erkennen. Der Tunnel, mit dem der Kolonnenweg die S-Bahn-Trasse unterquerte, ist zugemauert worden. Lediglich im Gelände, das sich westlich des Friedhofsgeländes bis zur Chausseestraße erstreckt und ganz zum Grenzgebiet gehörte, findet sich noch ein Teilstück des Kolonnenwegs vom Grenzabschnitt Liesenstraße. Der Kolonnenweg biegt hier in südlicher Richtung ab, sodass die Zufahrt hinter dem Grenzübergang Chausseestraße erfolgen konnte.
Alle Überreste der Grenzanlagen im Geländeeck an Liesenstraße und Chausseestraße waren nicht denkmalgeschützt, sodass sie im Zuge baulicher Erschließung des Areals verschwunden sind. Für den Neubau einer Tankstelle auf dem Gelände wurden bereits im Frühjahr 2008 Mauerreste aus verschiedenen Epochen entfernt, die sich in einem Buschwerk direkt am Gehweg an der Liesenstraße befunden hatten. Es handelte sich um vermauerte Hohlblocksteine der ursprünglichen Grenzmauer von 1961 („erste Generation“). Diese war später mit Beton vergossen worden und hatte schließlich als Fundament der „Grenzmauer 75“ („vierte Generation“) gedient, deren Betonbett an dieser Stelle noch in Umrissen zu erkennen war. Inzwischen mussten diese Mauerspuren einem Bauprojekt an der Ecke Liesen-/Chausseestraße weichen.

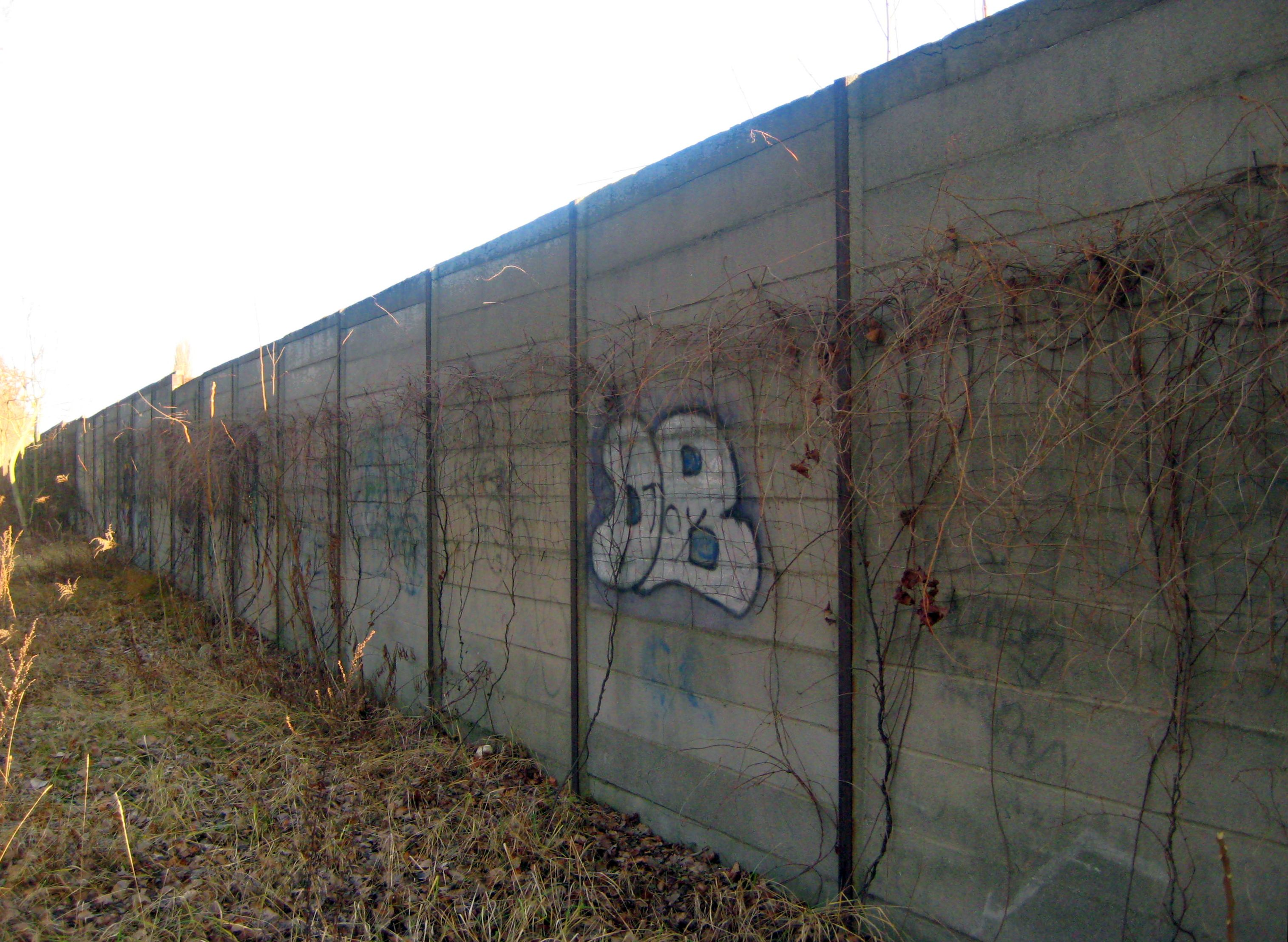
Plattenwand auf dem St.-Hedwig-Friedhof
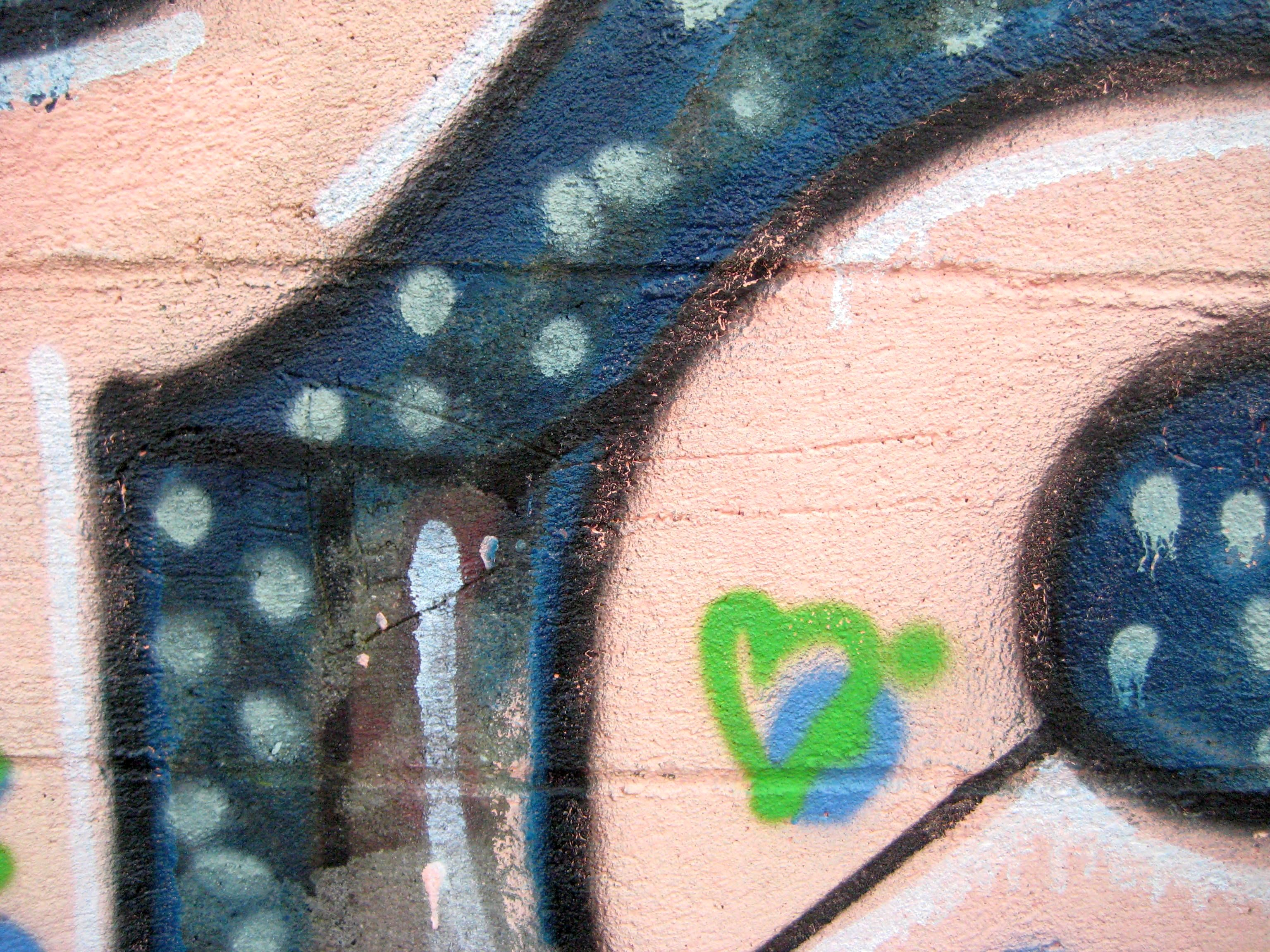
In den frischen Beton eingeritzte Wachturm-Graffiti
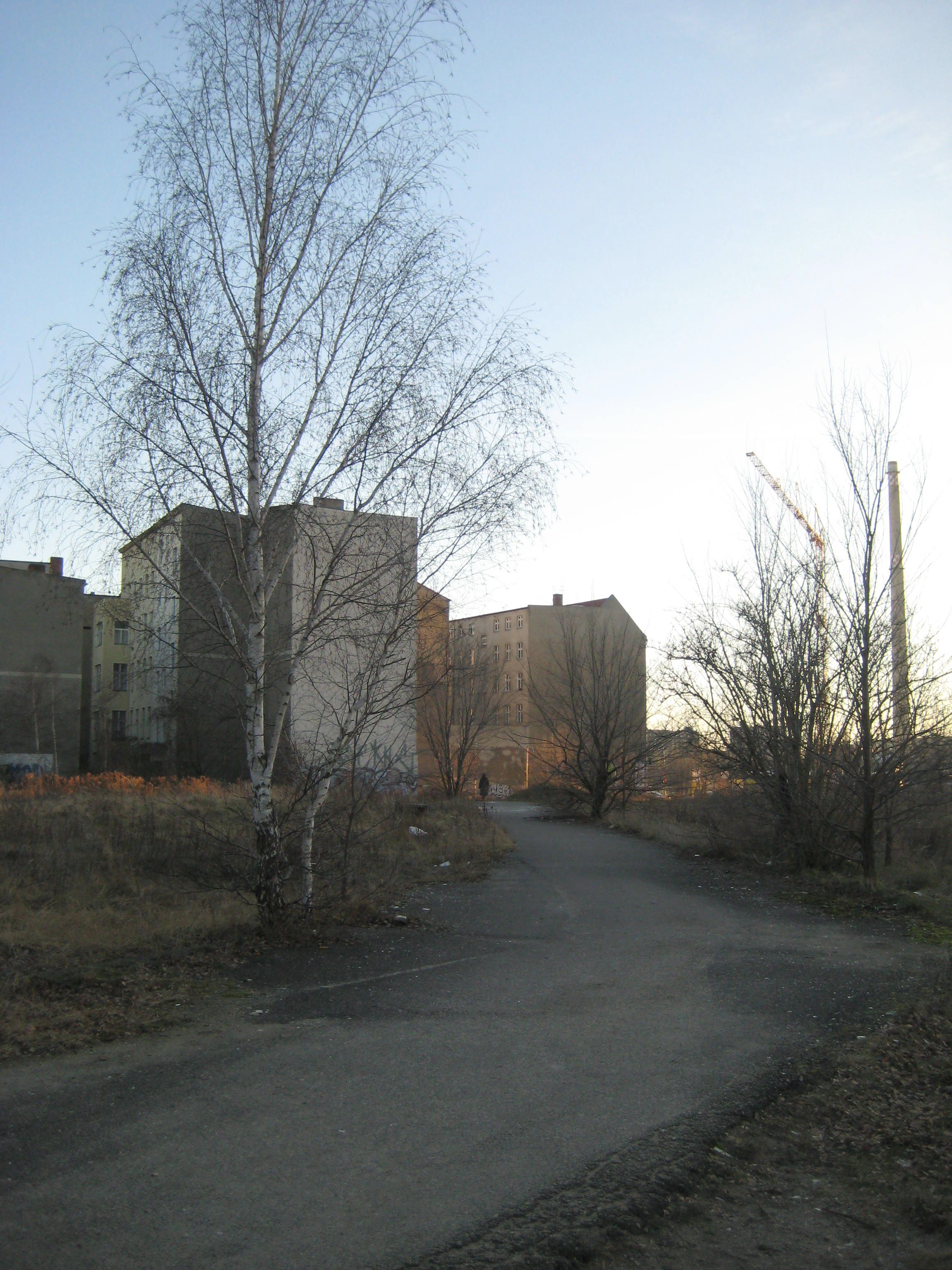
Erhaltener Kolonnenweg auf Brachland, Blickrichtung Süden
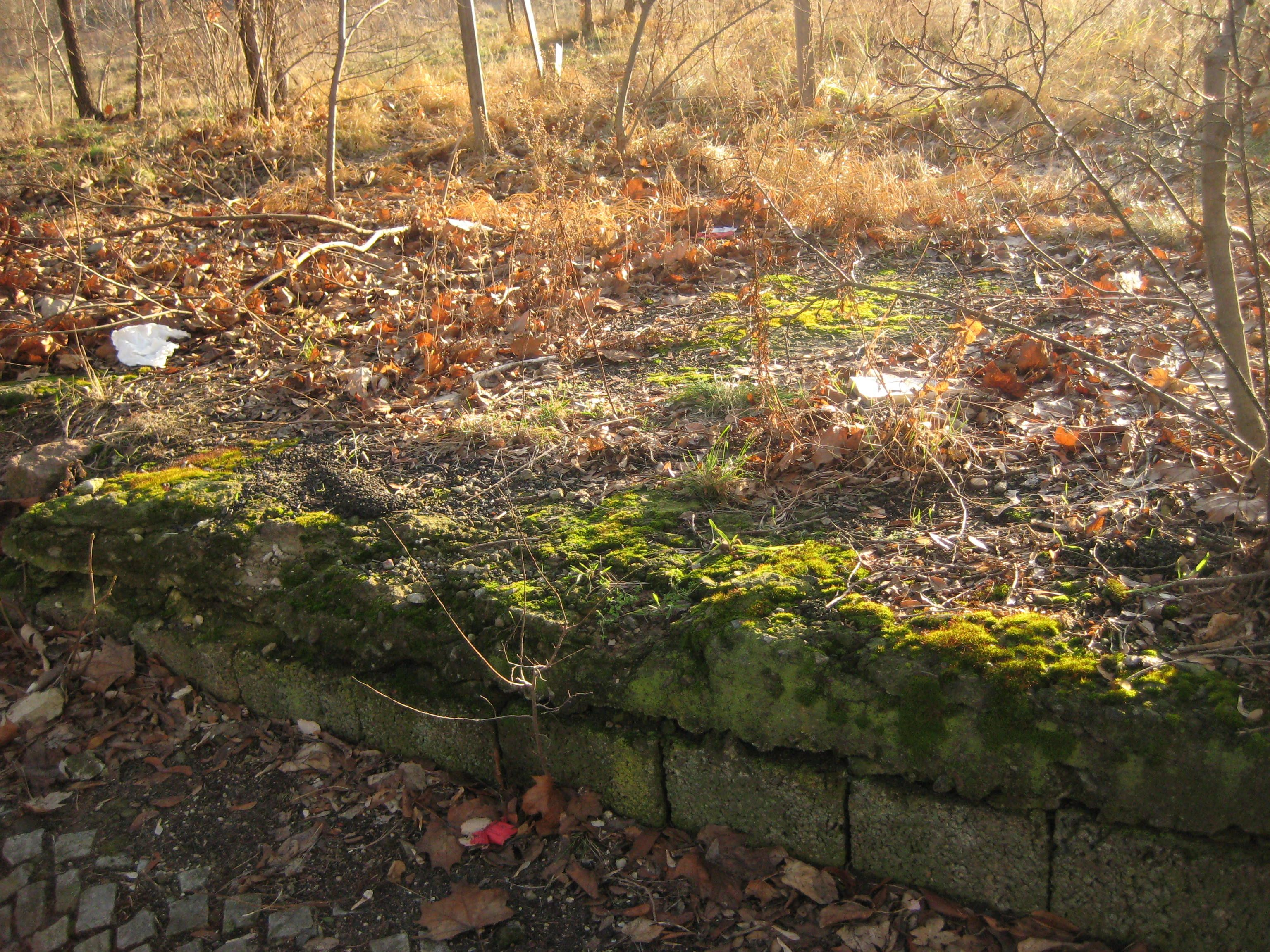
Mauerreste der „ersten Generation“ am Gehweg Liesenstraße (2008 entfernt)

## Friedhöfe an der Liesenstraße

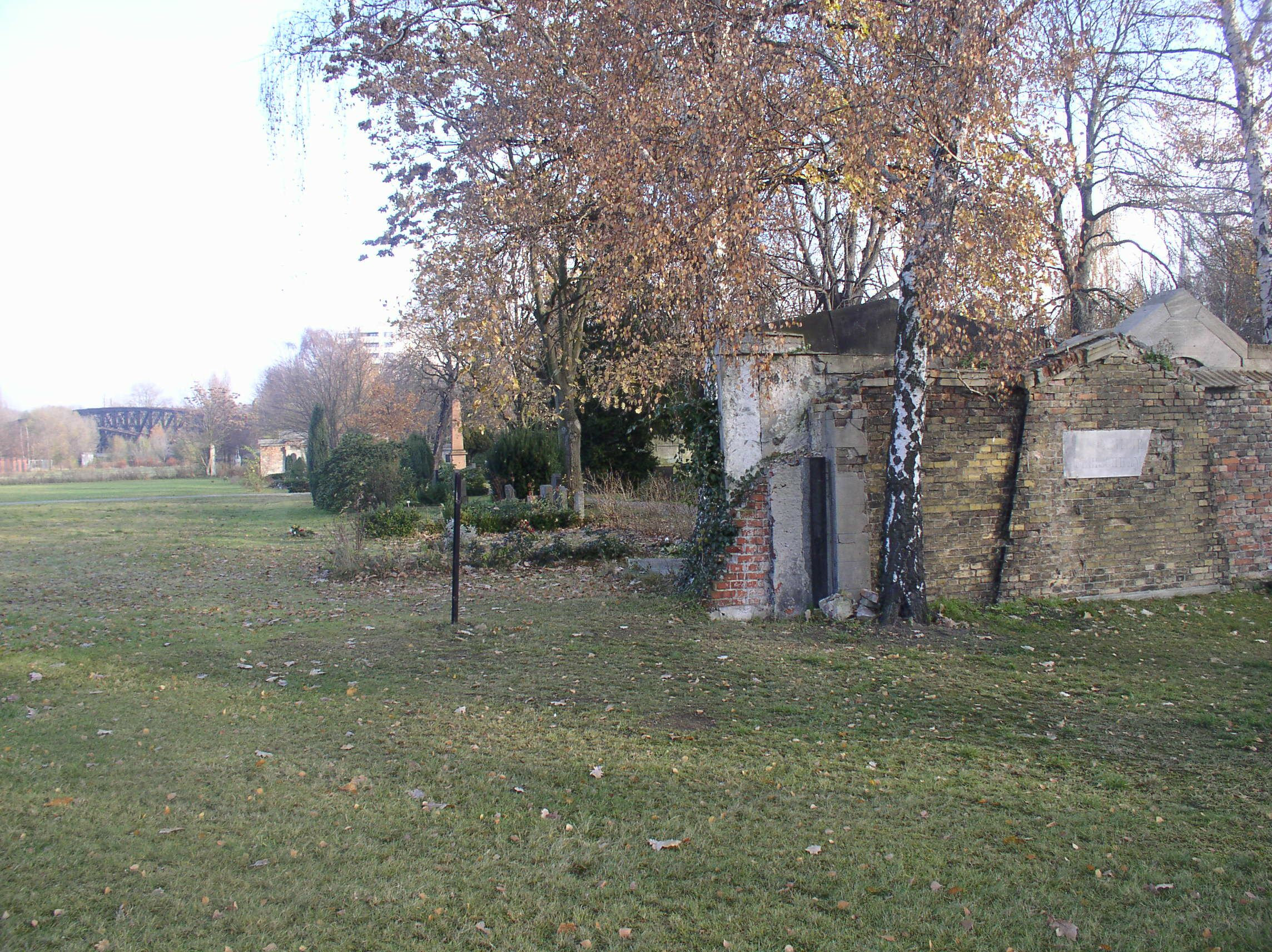
Blick über den ehemaligen Mauerstreifen, Zerstörungen sind auf allen drei Friedhöfen erkennbar

Die Friedhöfe an der Liesenstraße entstanden in den 1830er und 1840er Jahren, zu einem Zeitpunkt, als das Gelände am nördlichen Stadtrand Berlins lag. Als ältester Friedhof wurde ab 1830 der evangelische Domfriedhof I der Oberpfarr- und Domkirche genutzt. 1834 folgte der katholische alte Domfriedhof der St.-Hedwigs-Gemeinde und ein Jahr später wurde der Friedhof der Französisch-reformierten Gemeinde eingeweiht. Diese drei Friedhöfe liegen nebeneinander an der Südseite der Liesenstraße im Bezirk Mitte. 1842 folgte der Bau des Dorotheenstädtischen Friedhofs auf der Nordseite der Straße.

### Domfriedhof I

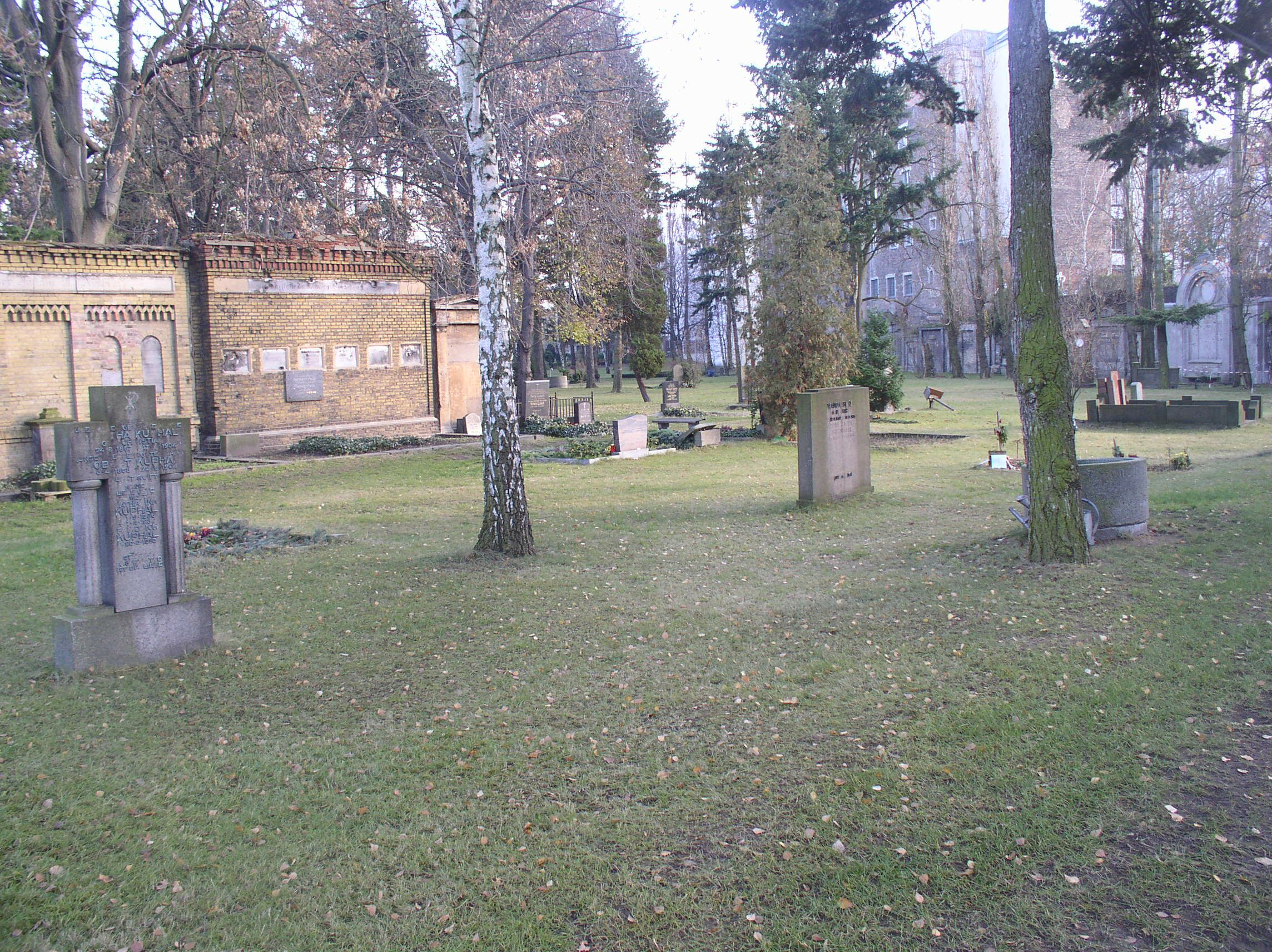
Blick über den Friedhof

Das alte Kuppelkreuz im Friedhof der Domgemeinde

Der Domfriedhof I wurde 1830 auf einer 10.000 m² großen Fläche an der Liesenstraße angelegt. Er sollte den nicht mehr vorhandenen Begräbnisplatz in der Elisabethstraße nahe dem Alexanderplatz ablösen, wo auch das ehemalige Domhospital stand. Er ist etwas unter einem Hektar groß und damit der kleinste der Friedhöfe an der Liesenstraße, durch den Mauerbau wurde er weiter verkleinert. Aufgrund des begrenzten Platzes legte die Gemeinde bereits 1870 an der Müllerstraße den Domfriedhof II an.
An den Mauern, die den Friedhof an drei Seiten eingrenzen, befinden sich historische Wandgrabstellen. Die Friedhofskapelle aus dunkelrotem Backstein im neogotischen Stil wurde Mitte der 1990er Jahre saniert und steht wieder für Trauerfeiern zur Verfügung.
Der Dornröschenschlaf, den der Friedhof durch den Verlauf der Mauer jahrzehntelang führte, hat der Atmosphäre des Friedhofs mit seiner parkartigen Anlage keinen Abbruch getan. Er atmet Ruhe, Stille und Geborgenheit.
Im Eingangsbereich begrüßt ein 15 Meter hohes strahlend goldenes Kreuz den Besucher. Es ist das alte Kuppelkreuz, das wegen Rostschäden im Dezember 2006 von der Kuppel des Berliner Doms entfernt werden musste.
Zu den bekanntesten Personen, die hier beerdigt sind, gehören der Ratsmaurermeister Johann Christoph Bendler (1789–1873) und der Begründer eines Kurzschriftsystems Wilhelm Stolze (1798–1867). Auch Max Bäckler (1856–1924) gehörte zu den Förderern der Stenografie. Der Stallmeister Kaiser Wilhelms I., Rudolf Rieck (1831–1892), ist gemeinsam mit seiner Frau Valeska (1840–1892) nördlich der Kapelle beigesetzt. Die Grabstätte des Hof- und Domorganisten Bernhard Heinrich Irrgang (1869–1916) kennzeichnet eine Stele mit Porträtrelieftondo. Das Grab des Oberhof- und Dompredigers Wilhelm Hoffmann ist durch ein hohes Kreuz aus Marmor gekennzeichnet. Der Schriftsteller Gunther Tietz wurde 1993 auf dem Domfriedhof beigesetzt.
Zu den nicht mehr auffindbaren Gräbern mit architektonischer und historischer Bedeutung gehören die Grabstätten folgender Personen:
- Carl Domschke (1812–1881), Maler und Professor
- Moritz Geiß (1805–1875), Begründer der Berliner Zinkgussindustrie
- Rudolph von Hertzberg (1818–1893), Musikdirektor, Direktor des Königlichen Domchors
- August Ferdinand Hopfgarten (1807–1896), Maler
- August Meineke (1790–1870), Altphilologe
- August Neithardt (1793–1861), Komponist und Musikdirektor
- Ämilius Ludwig Richter (1808–1864), Kirchenrechtslehrer und Professor

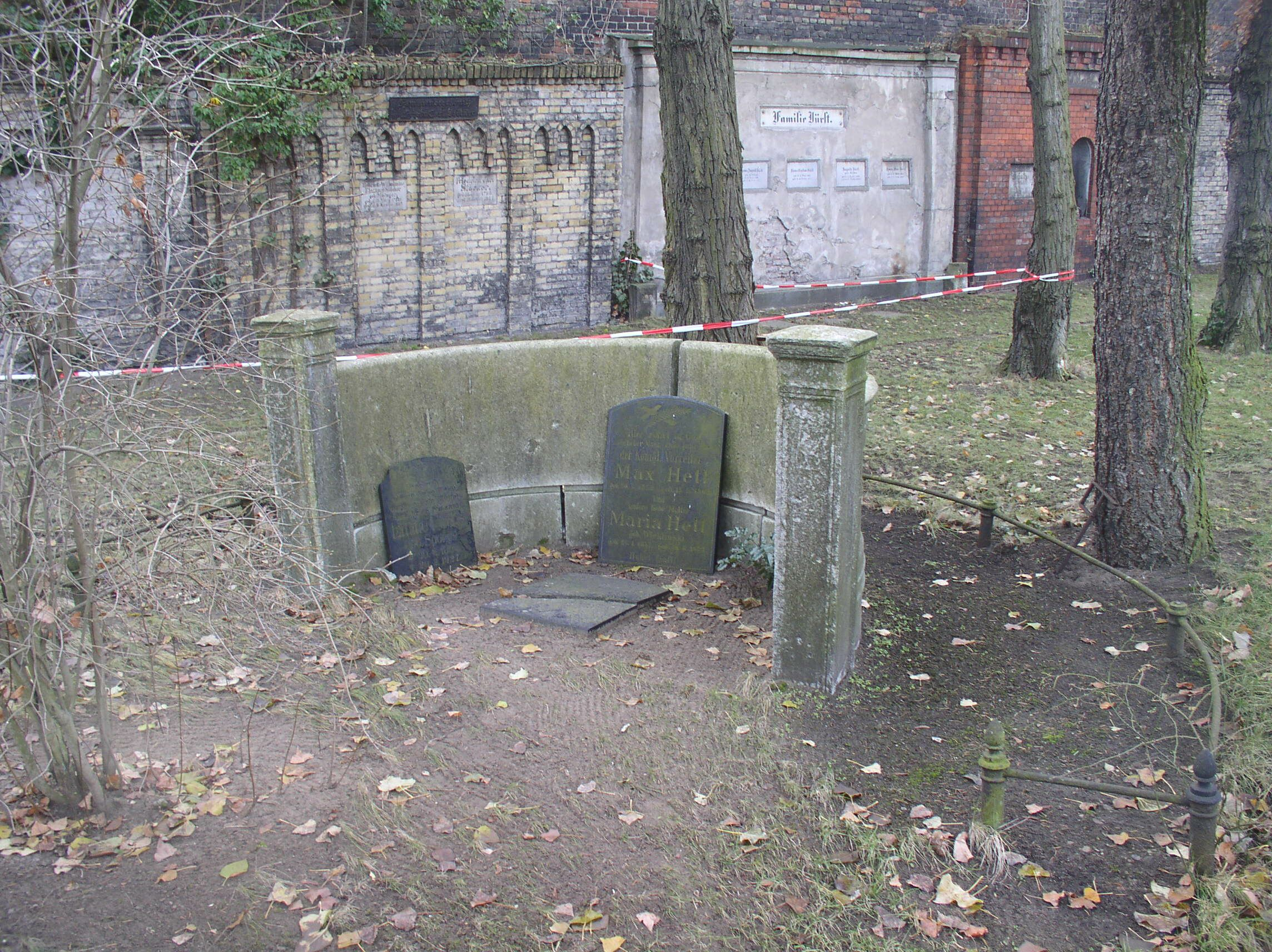
Grabsteine der Familie Hett
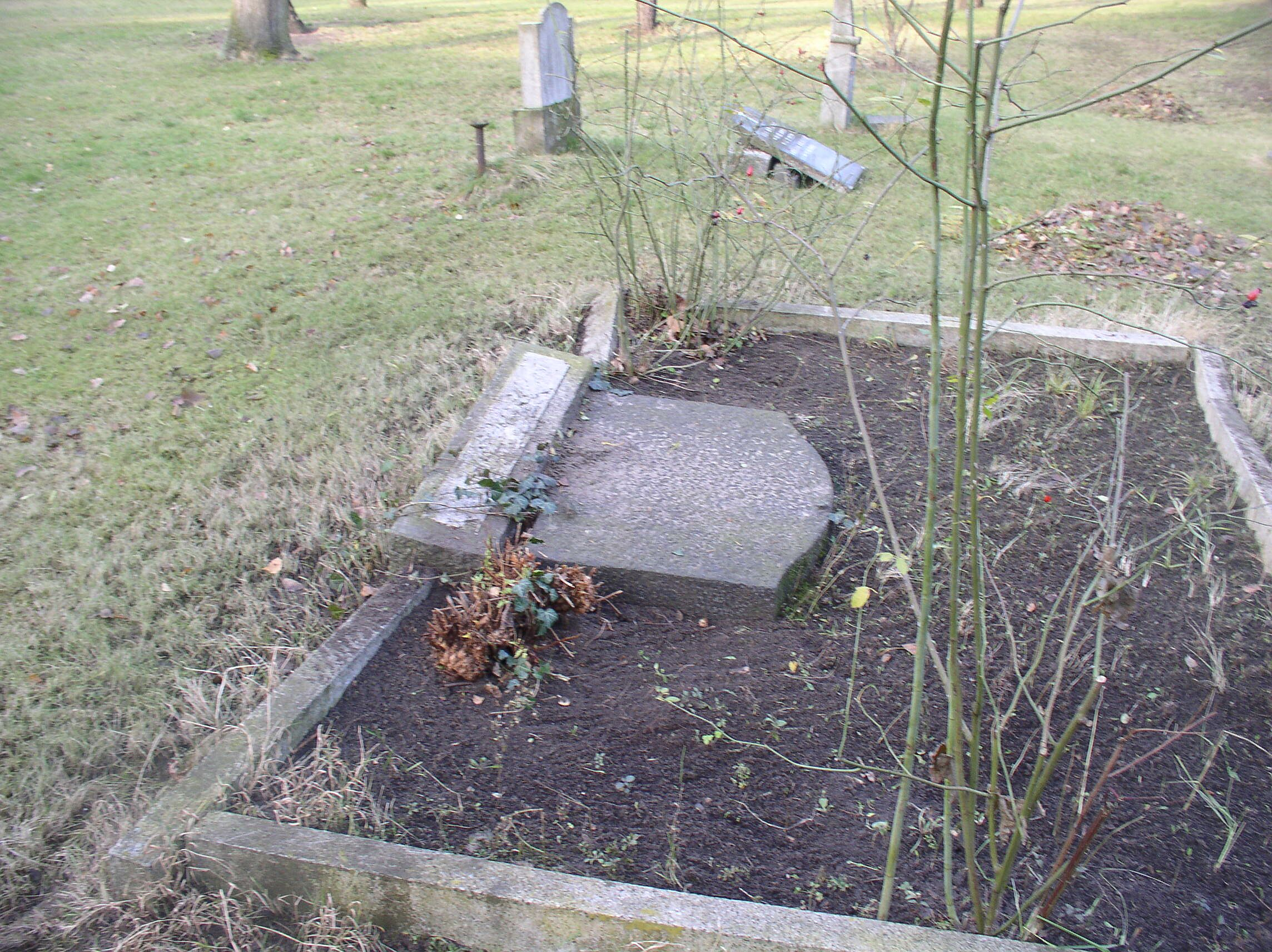
Beschädigte Grabmäler
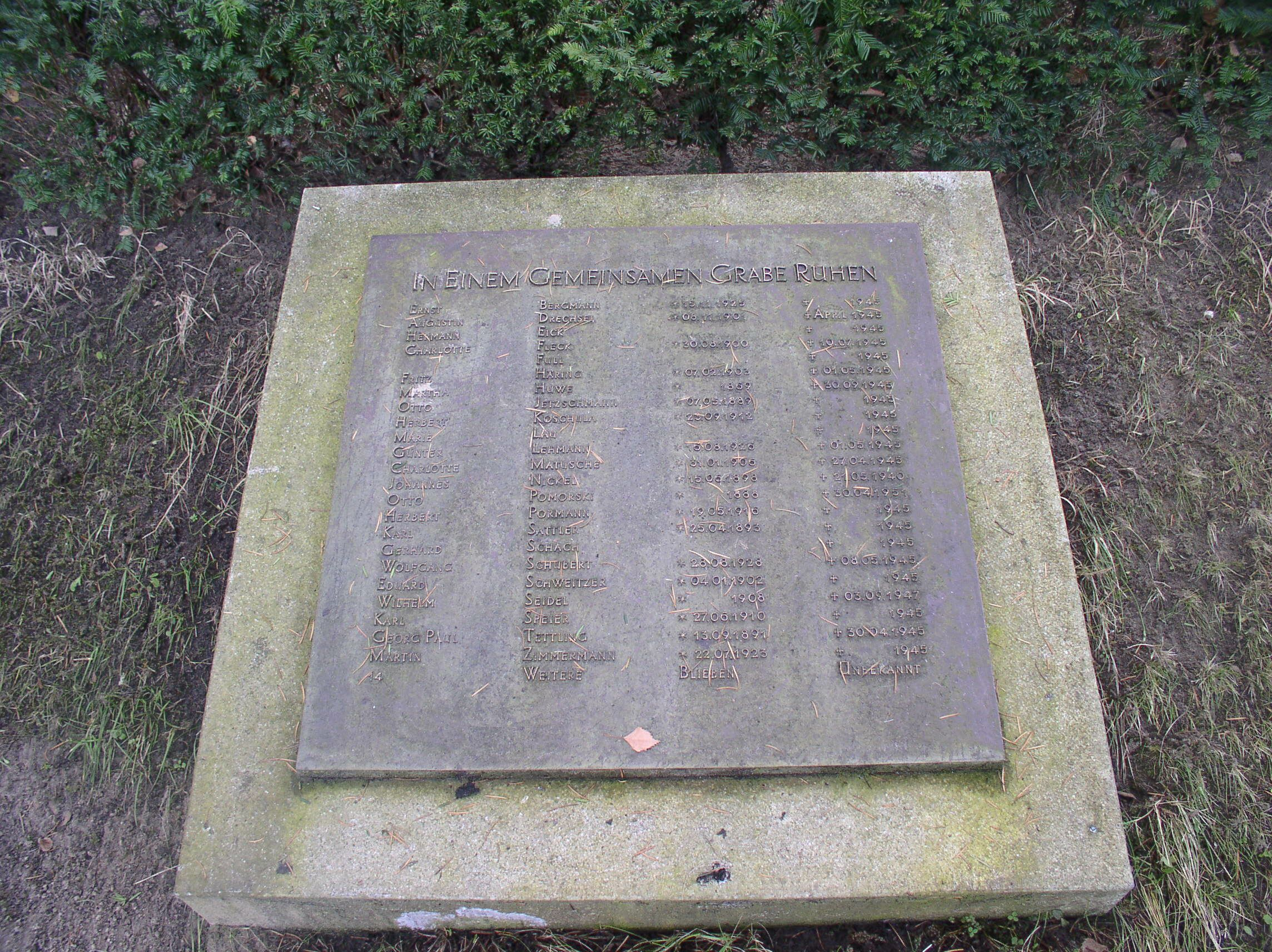
Sammelgrab
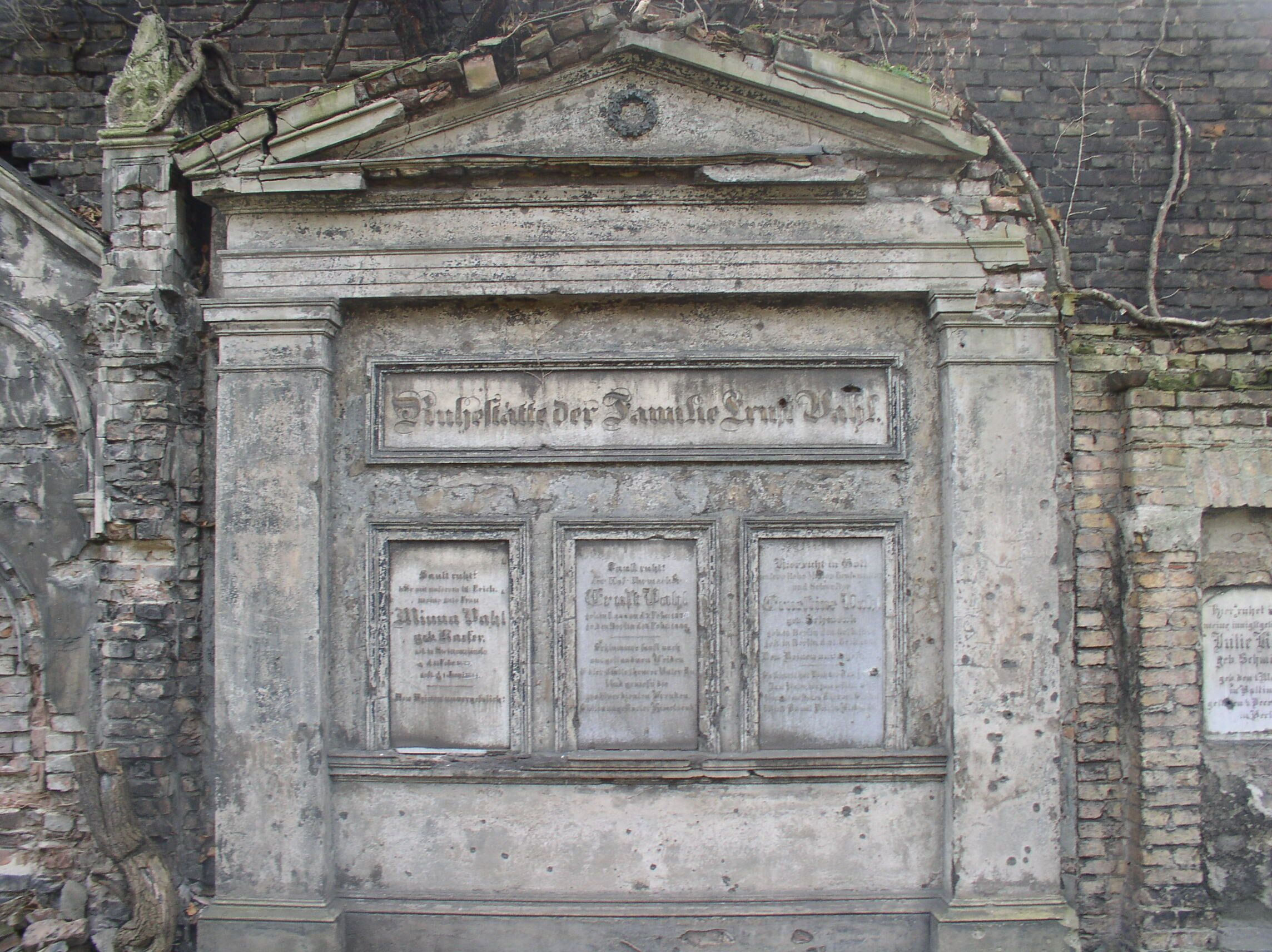
Familiengrab der Familie Vahl

### Friedhof II der Französisch-Reformierten Gemeinde

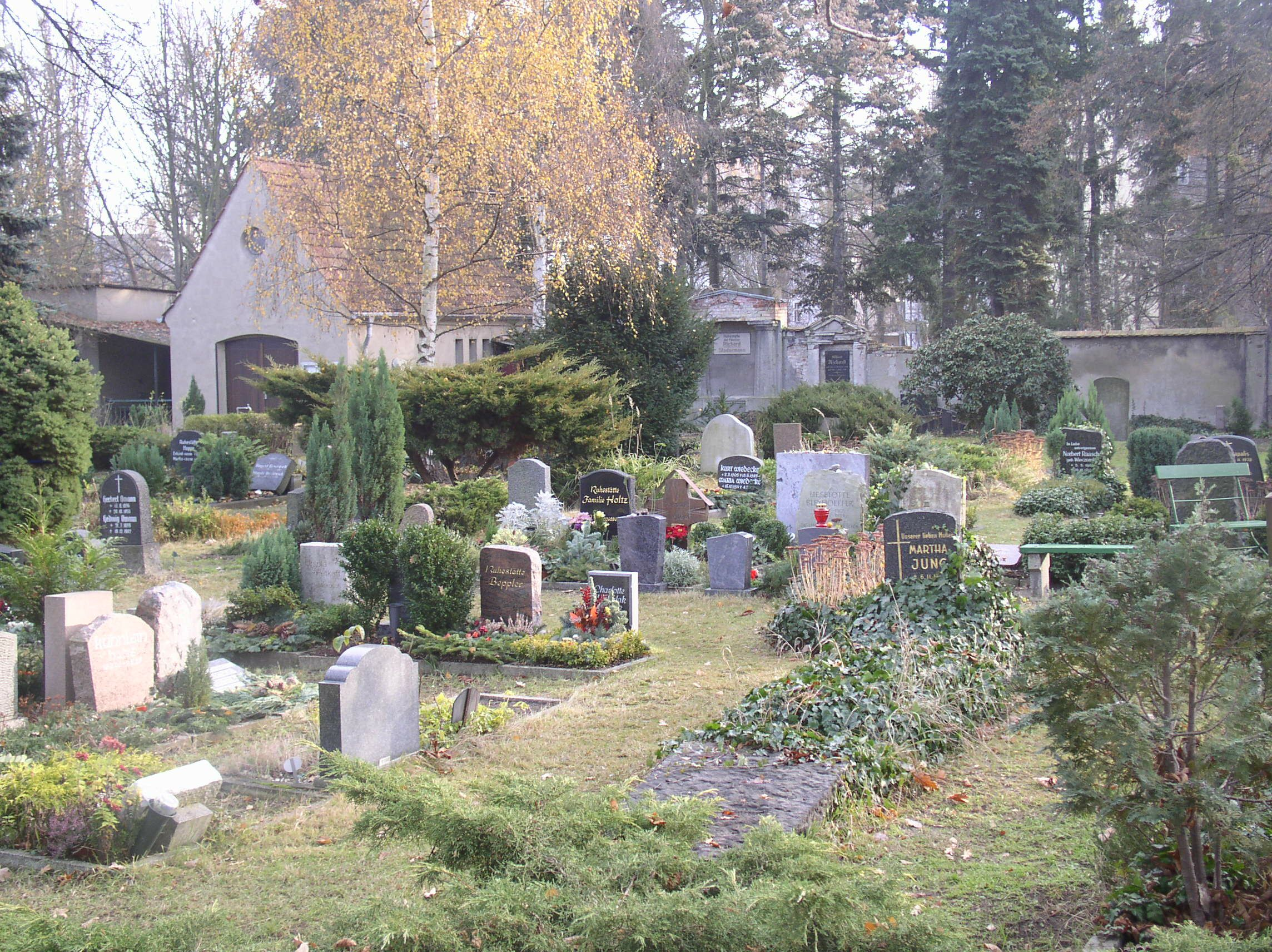
Friedhof II der Französisch-Reformierten Gemeinde

Der knapp über ein Hektar große Friedhof II der Französisch-Reformierten Gemeinde wurde seit 1835 benutzt und löste damit den alten Friedhof der Gemeinde an der Chausseestraße ab. Eine Kapelle befindet sich heute auf dem Gelände nicht mehr, die zuletzt vorhandene wurde ebenso wie das Haus des Friedhofswärters 1961 mit dem Bau der Berliner Grenzanlagen abgerissen. Der Friedhof besitzt eine zentrale Hauptallee, in deren Zentrum ein Ehrenmal an die gefallenen Mitglieder der Gemeinde in den Kriegen von 1864, 1866 und 1870/1871 erinnert, eine Gedenkplatte erinnert zudem an die Toten aus dem Ersten Weltkrieg.
Dieser Friedhof ist unter anderem die letzte Ruhestätte des märkischen Schriftstellers Theodor Fontane (1819–1898) sowie seiner Frau Emilie (1824–1902). Dieses Grab wurde im Zweiten Weltkrieg zerstört und später wieder neu angelegt, wobei statt der ehemals vorhandenen schlichten Fußsteine ein Grabstein aus schwarzem Granit aufgestellt wurde. Nach 1990 wurde die Grabstätte zweimal neu gestaltet, zuletzt 2012 nach historischen Fotografien wieder mit zwei kleinen rundbogigen Granitstelen und einer Eisenpfosten-Ketten-Einfassung. Wie alle anderen Grabstätten der Friedhöfe konnte auch das Grab Fontanes bis 1989 nur mit Passierschein besichtigt werden.

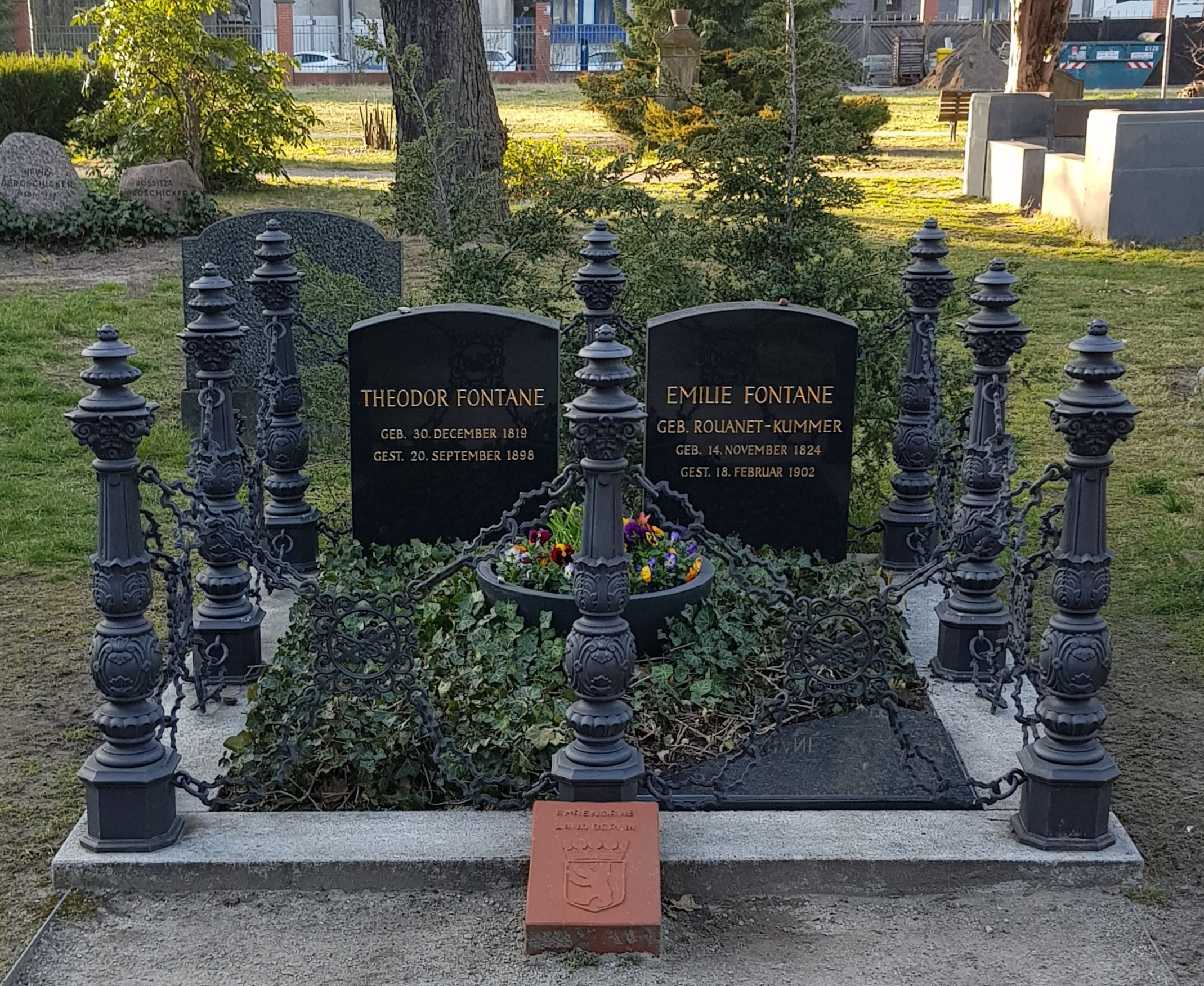
Grab von Theodor und Emilie Fontane, 2022

Außerdem liegt hier der Erfinder eines Stenografiesystems Leopold Alexander Friedrich Arends (1817–1882), auf dessen Grab eine hohe Granitstele mit Bildnisbüste von Alexander Calandrelli steht. Die Büste wurde nach dem Mauerfall gestohlen, konnte jedoch kurze Zeit später auf einem Trödelmarkt sichergestellt werden und wurde, nachdem sie der Französischen Gemeinde zurückgegeben wurde, für einige Zeit im Berliner Hugenottenmuseum ausgestellt. Der Porträtmaler Ferdinand Schauss (1832–1916) und sein Neffe, der Bildhauer Martin Schauß (1867–1927), der vor allem für Bildnisbüsten bekannt war, liegen in einem Erbbegräbnis bestattet, ebenso der Maler Paul Souchay (1849–1900). An der Rückwand liegt außerdem in der Grabstätte der Familie Michelet der Pelzwarenhändler, Kommunalpolitiker und Berliner Ehrenbürger Paul Michelet (1835–1926). Ob in dieser Grabstätte auch der Philosophieprofessor Charles Louis Michelet (1801–1893) bestattet wurde, ist heute nicht mehr nachzuvollziehen. Auch die Gräber des Journalisten John Peet (1915–1988), des Grafikers und Plakatkünstlers Hermann Abeking (1882–1939), des Autors Heinz Bergschicker (1930–1989) sowie des Dramatikers und Schriftstellers Peter Hacks (1928–2003) befinden sich auf diesem Friedhof. Das unten als „Modernes Grab“ in einer Abbildung gezeigte Grabmal aus Stahl mit blauem Aufsatz wurde für den Berliner Bildhauer Manfred Hodapp (1951–1999), Mitglied der Bildhauergruppe Die Glyptiker, errichtet. Des Weiteren befindet sich dort das Grab des US-amerikanischen Fotografen und Künstlers Will McBride (1931–2015).
- Werner Polze (1931–2019), Präsident der Deutschen Außenhandelsbank der DDR

Wie bei den anderen Friedhöfen an der Liesenstraße gingen durch den Bau der Grenzanlagen und teilweise bereits vorher eine Reihe von architektonisch und historisch bedeutsamen Grabstätten verloren. Darunter befanden sich die Gräber von
- Louis Angely (1787–1835), Schauspieler (das Grabkreuz ging bereits um 1900 verloren)
- Gustav Castan (1836–1899), Bildhauer und Gründer von Castans Panoptikum
- Paul Erman (1764–1851), Physiker
- Georg Adolf Erman (1806–1877), Physiker
- Franz August O’Etzel (1784–1850), Soldat und Landvermesser
- Edouard Muret (1833–1904), Lehrer und Enzyklopädist
- Theodor Reusche (1826–1881), Schauspieler

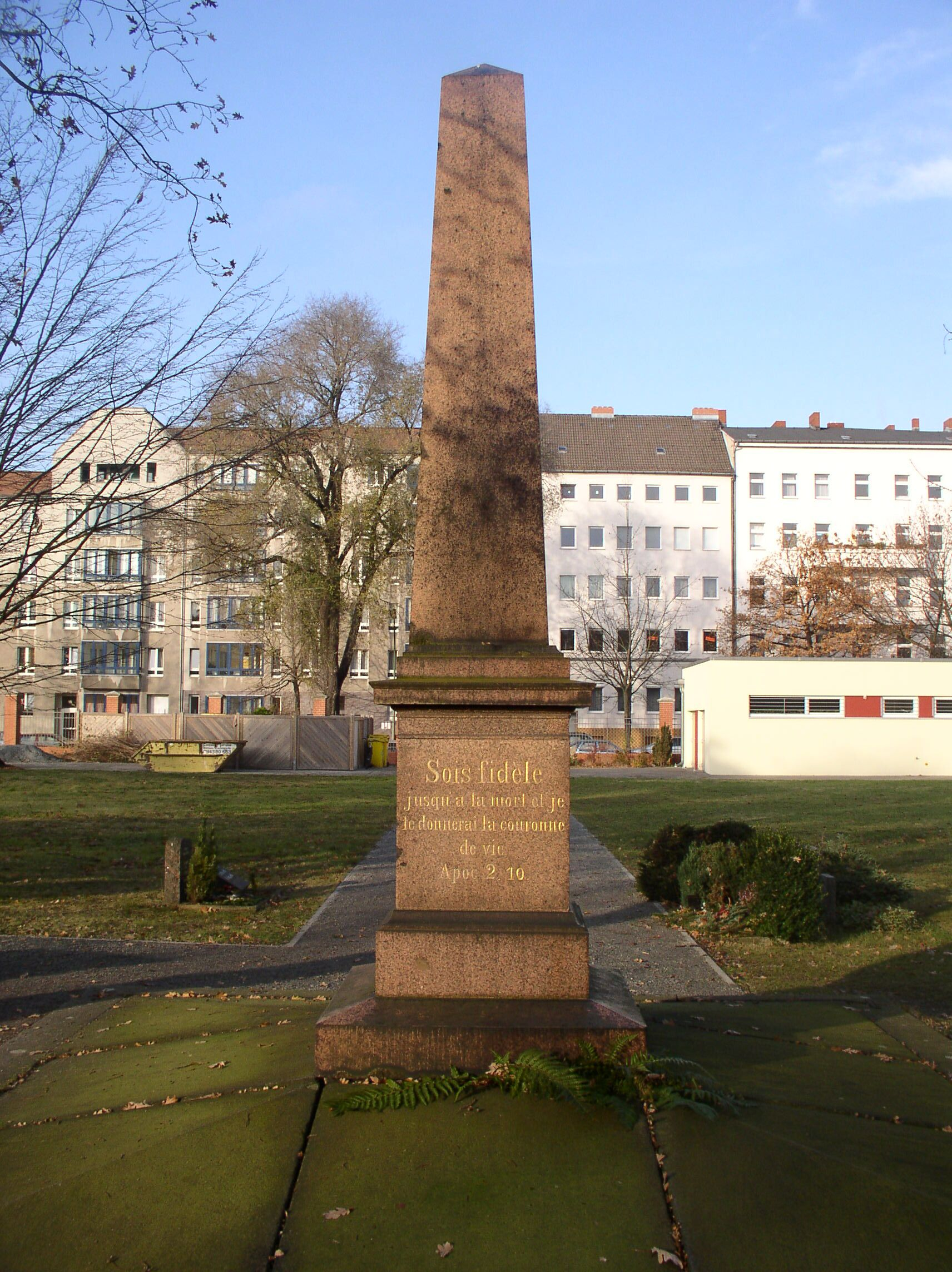
Ehrenmal
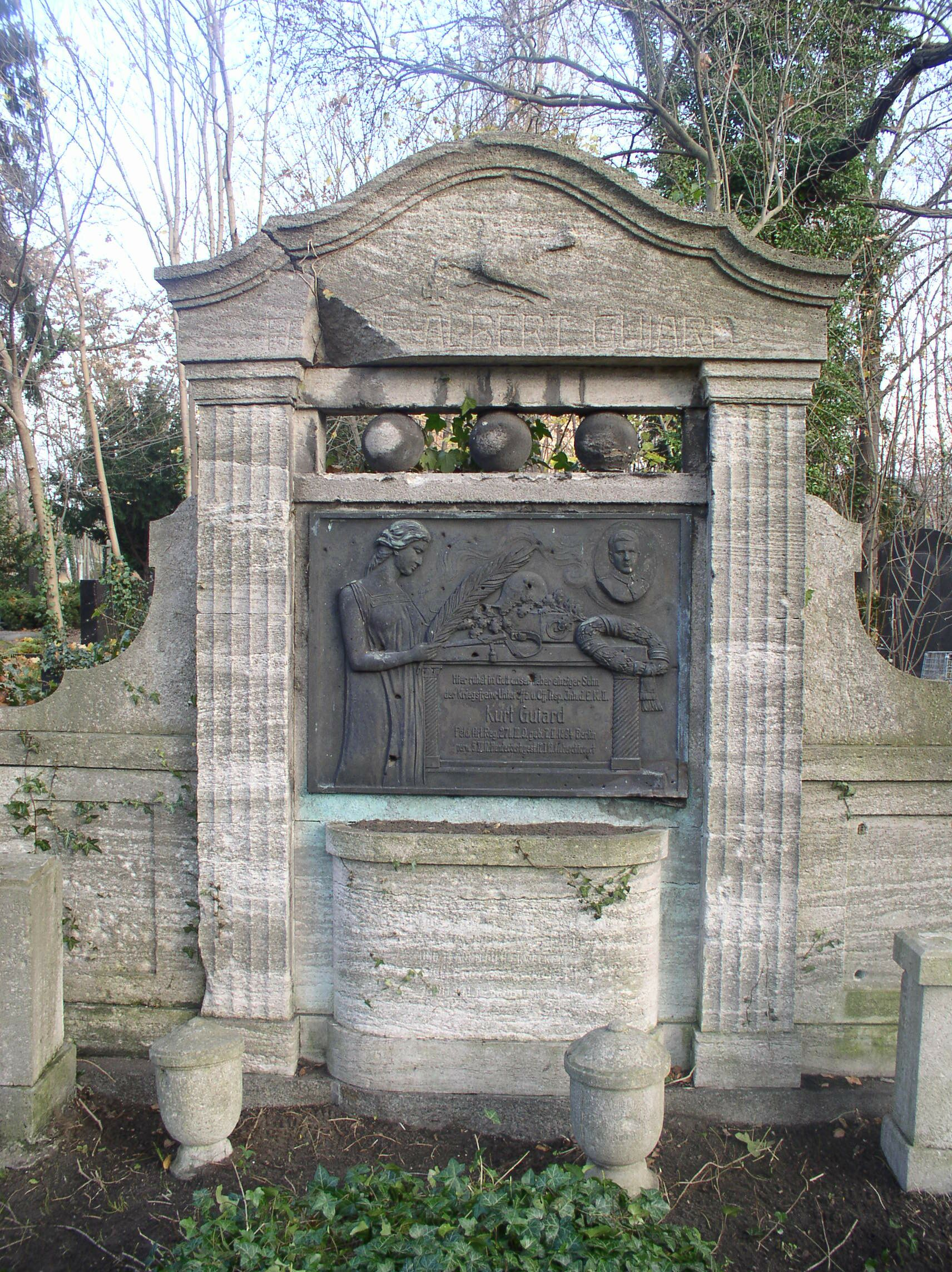
Familiengrab der Familie Guiard
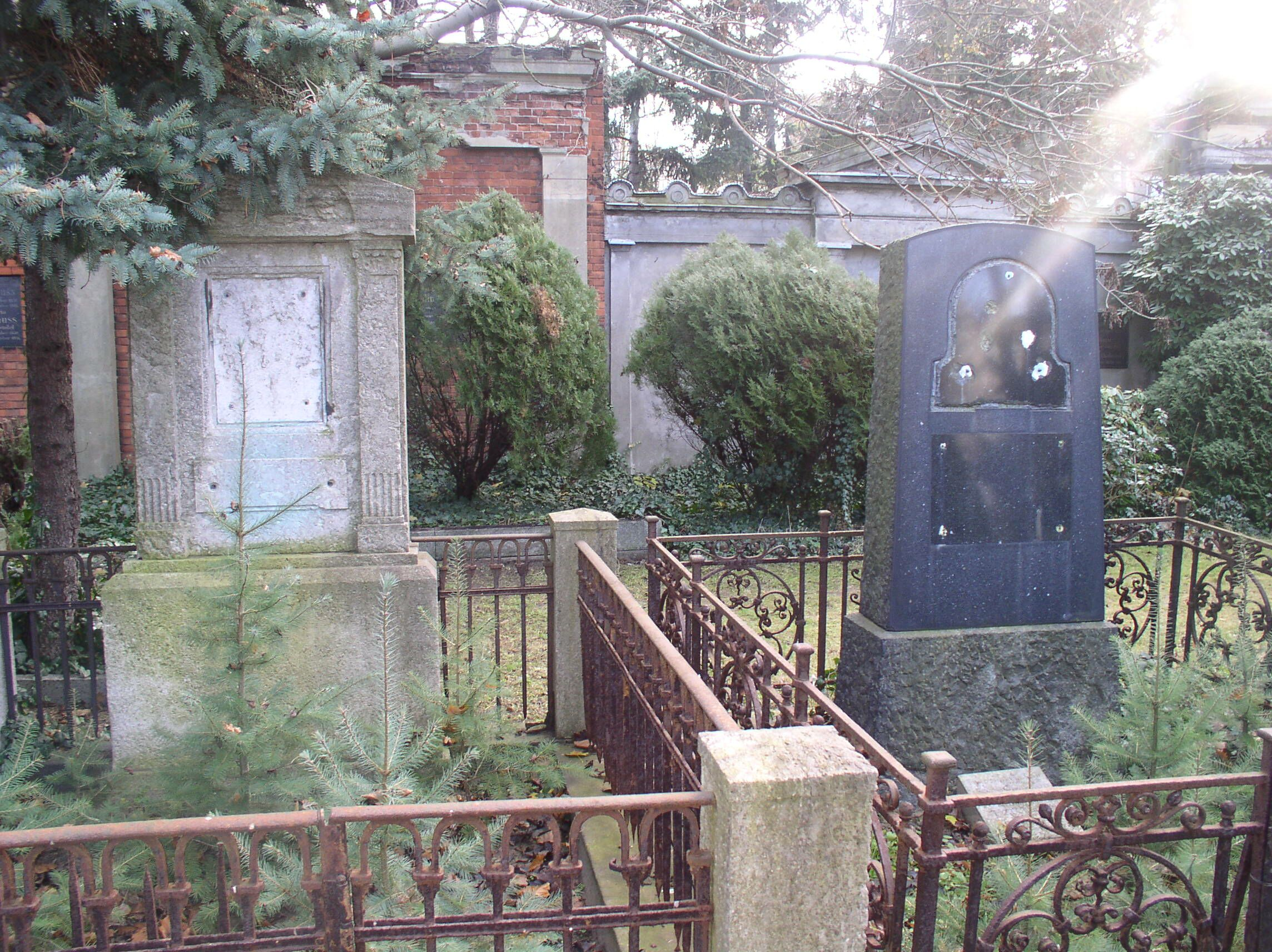
Beschädigte Grabmäler
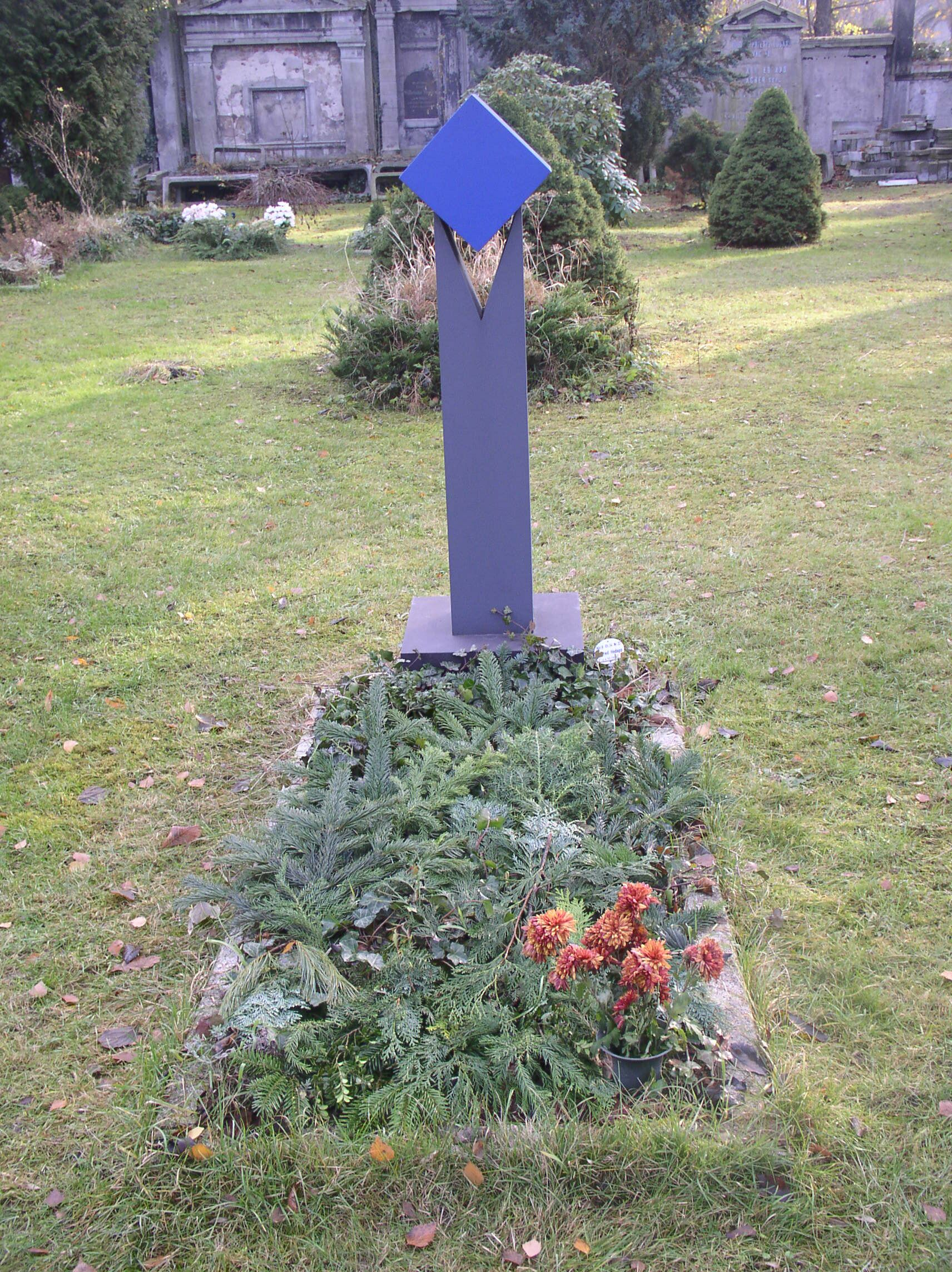
Modernes Grab

### Alter Domfriedhof der St.-Hedwigs-Gemeinde

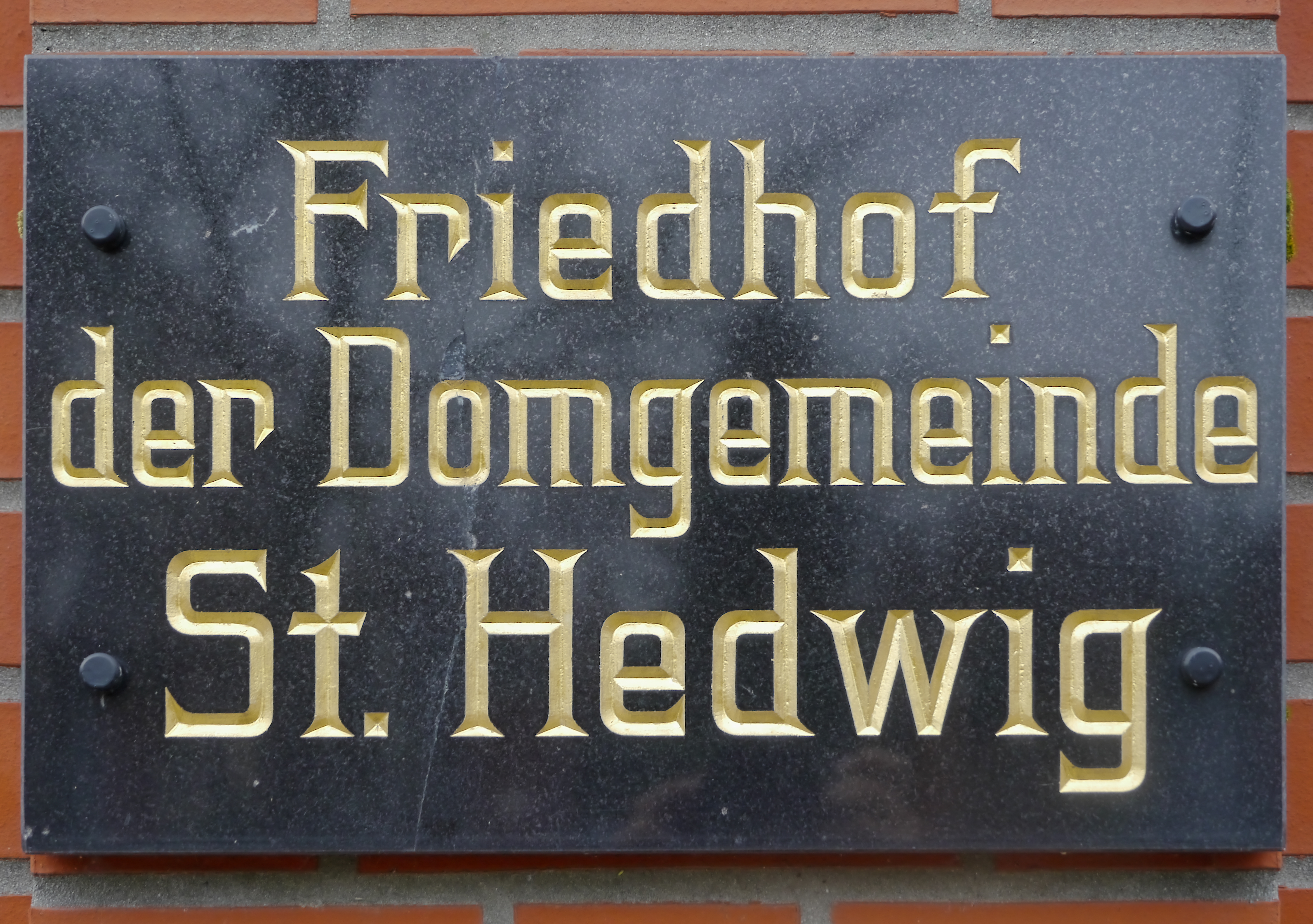
Tafel am Eingang des Friedhofs

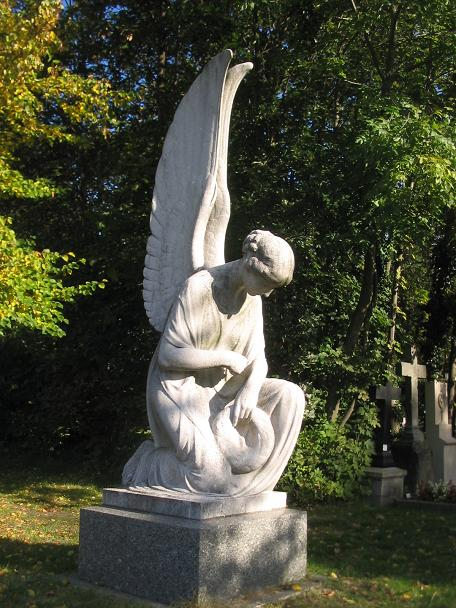
Marmorengel von Josef Limburg

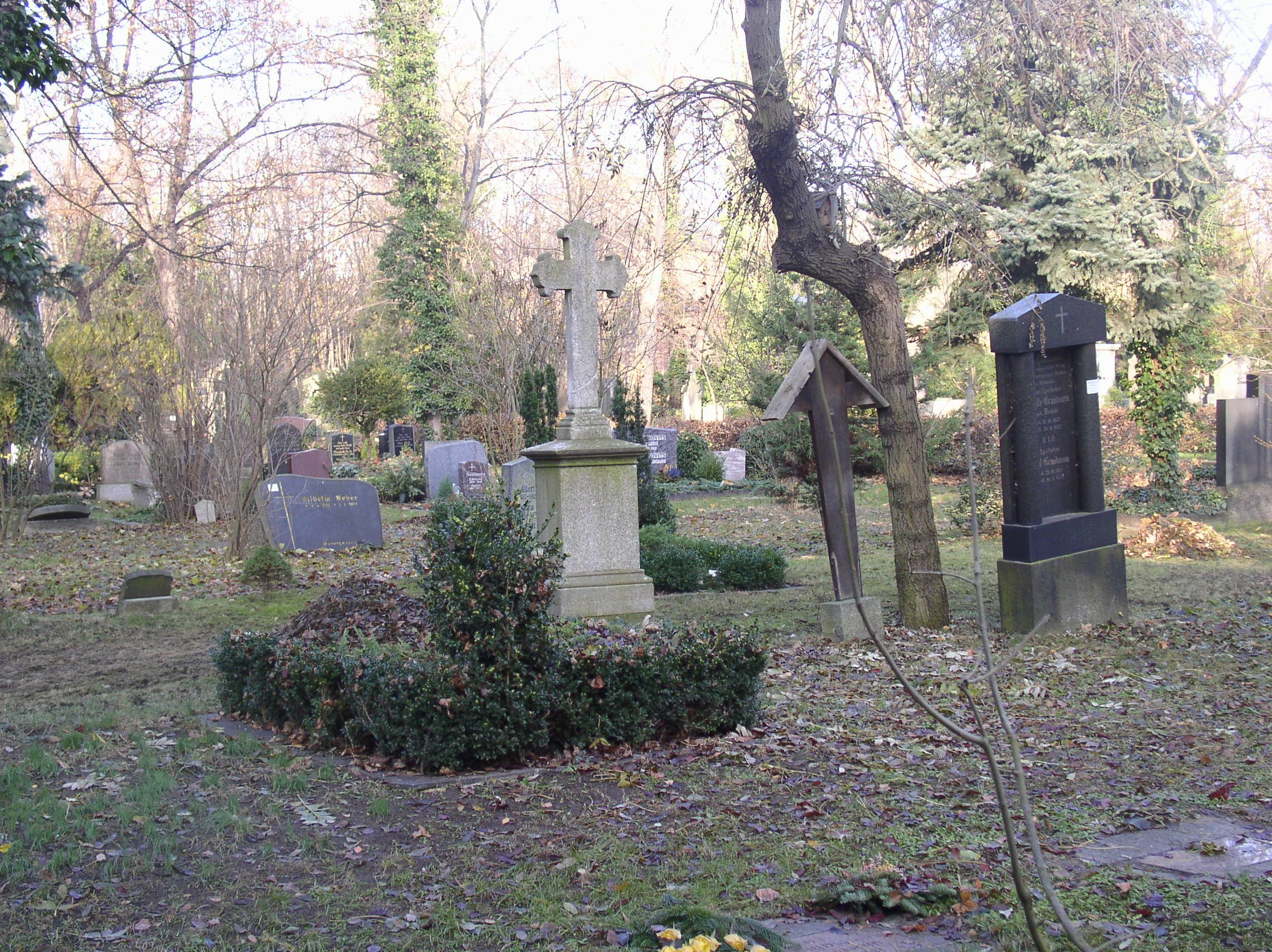
Blick über den Friedhof, 2006

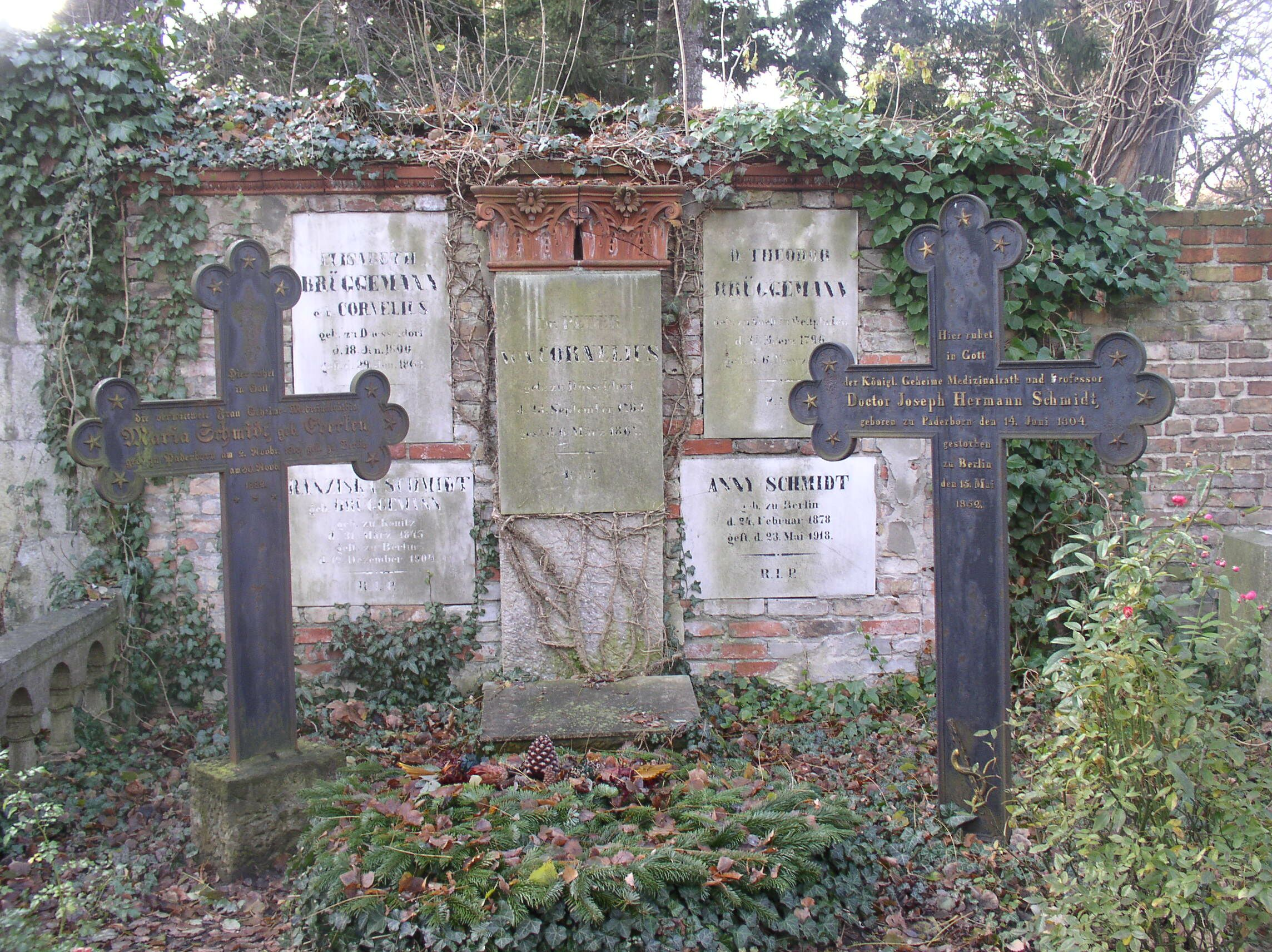
Grab von Peter von Cornelius

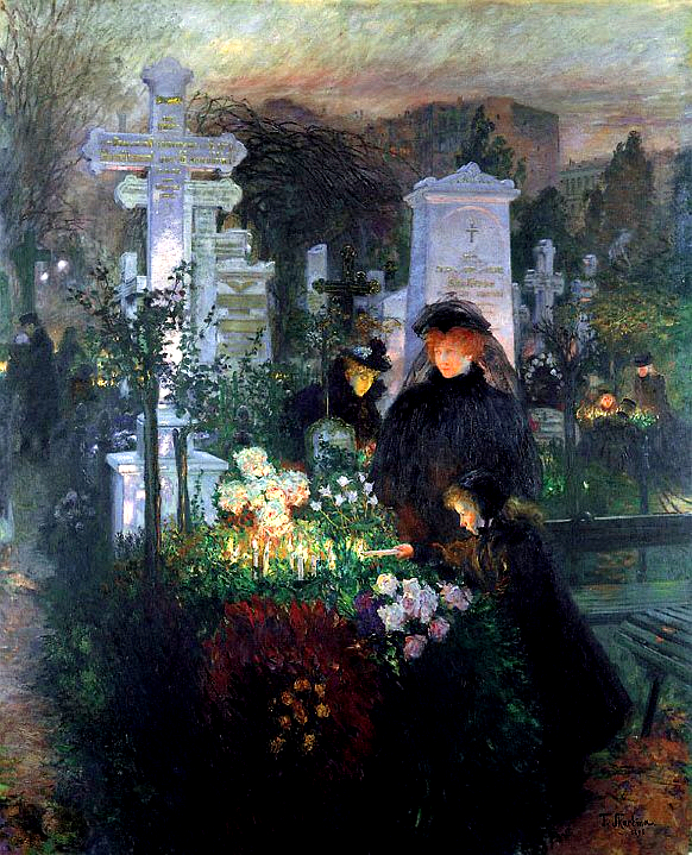
Franz Skarbina: Allerseelentag (Hedwigskirchhof), 1896

Der Alte Domfriedhof der St.-Hedwigs-Gemeinde wurde 1834 geweiht und ergänzte den ersten nach der Reformation, im Jahre 1777 an der Hannoverschen Straße 5 / Chausseestraße in Berlin-Mitte vor dem Oranienburger Tor angelegten katholischen Friedhof. Dieser war jedoch bereits 1853 aus sanitätspolizeilichen Gründen wieder geschlossen worden, auch wenn noch bis 1878 einzelne Nachbestattungen erfolgten. 1998, vor der geplanten Überbauung mit der Katholischen Akademie erfolgte die Abräumung und eine archäologische Grabung auf dem Friedhofsgelände. Damit ist der Friedhof in der Liesenstraße heute der älteste bestehende katholische Friedhof Berlins. Er ist etwas über zwei Hektar groß. 1833 wurde das gesamte Gelände umzäunt und ein Totengräberhaus sowie ein Schuppen erbaut. 1849 wurden hier 429 Opfer der Choleraepidemie begraben, 1866 nochmals 1111 Opfer derselben Krankheit.
Die Kapelle des Friedhofs (St.-Annen-Kapelle) wurde 1866/1867 nach dem Vorbild italienischer Renaissancebauten mit Terrakottaformsteinen und einem Kupferdach errichtet. Diese Kapelle wurde 1987 originalgetreu wieder aufgebaut, nachdem sie wegen Baufälligkeit mehrere Jahrzehnte lang nicht mehr benutzbar war. Auf der östlichen Seite der Kapelle befindet sich die Grabstätte der Barmherzigen Schwestern vom Heiligen Karl Borromäus, auf der westlichen die der Schwestern des St.-Hedwigs-Krankenhauses, die beide mit einfachen Marmortafeln bedeckt sind. Ohne Namen befindet sich hier außerdem die Grabstätte der Schwestern von der Heiligen Elisabeth.
Am Eingang des Friedhofs von der Liesenstraße befinden sich zwei kniende Engel aus Marmor, die von Josef Limburg (1874–1955) geschaffen wurden und gemeinsam mit der Friedhofsgrenze um etwa 40 Meter von der Liesenstraße entfernt wurden. Durch die Einebnung des Mauerstreifens 1961 sowie den Bau der zweiten Mauer 1967 gingen eine Reihe von architektonisch und historisch bedeutsamen Grabstätten verloren, an die heute ein Gedenkstein auf der freien Rasenfläche sowie ein stehengebliebener Mauerrest vor dem Friedhof erinnern.
Eine Reihe von bedeutenden Berlinern wurden auf dem Friedhof beerdigt, deren Grabmäler heute nicht mehr vorhanden sind. Die folgenden Grabmäler sind teilweise verloren gegangen oder wurden verändert:
- Heinrich de Ahna (1832–1892), Violinist
- Carl Joseph Begas (1794–1854), Maler (das Grab wurde mit einer neuen Stele bestückt, weil das Grabmal aus Granit mit Marmorbildnis, geschaffen von Reinhold Begas, zerstört wurde)
- Johann Ludwig Urban Blesson (1790–1861), Ingenieuroffizier und Militärschriftsteller
- Carl Breitbach (1833–1904), Historienmaler (Porträtrelief verschwunden)
- Theodor Brüggemann (1796–1866), Beamter, Politiker
- Peter von Cornelius (1783–1867), Maler (das Grab wurde in vereinfachter Form neu errichtet)
- Jakob Karl Engel (1821–1888), Komponist und Musiker
- Joseph Karl Engel, Direktor der Krollschen Oper (Marmorstele verschwunden)
- Franz von Forckenbeck (1796–1840), Vizepräsident des Berliner Oberlandesgerichts (Eisenkreuz verschwunden)
- Ernst Formes (1841–1898), Sänger (von Johannes Boese geschaffenes, bronzenes Porträttondo verschwunden)
- Johanna von Ghilany (1864–1888), Opernsängerin
- Alexander Gilli (1823–1880), Bildhauer
- Ceccardo Gilli (1798–1862), Bildhauer (Gedenkstein mit Medaillon, von seinem Sohn Alexander Gilli stammend, aufgrund des Mauerbaus versetzt)
- Eugen Gottlieb (1879–1940), Komponist und Kapellmeister
- Franz Guthery (1850–1900), Komiker
- Carl Heiligenstadt (1860–1920), Bankdirektor, Mitglied des Reichstags
- Hermann Hendrichs (1809–1871), Schauspieler
- Joseph Heß (1878–1932), Politiker
- Franz Hoppé (1810–1849), Schauspieler, Opernsänger
- Luise Horina (1848–1918), Hofopernsängerin
- Ernst Eberhard von Ihne (1848–1917), Architekt (1956 aus der St.-Hedwigs-Kathedrale hierher umgebettet, die Grabstätte später eingeebnet, da sie im Grenzstreifen lag)
- Johannes Janda (1827–1875), Bildhauer (Grabmal verschwunden)
- Bernhard Klein (1793–1832), Komponist und Kapellmeister
- Wilhelmine von Lichtenau (1752–1820), bekannt als „die schöne Wilhelmine“, Mätresse von König Friedrich Wilhelm II. (der Sarg wurde aus der St.-Hedwigs-Kathedrale hierher umgebettet, die kleine Grabplatte im ehemaligen Todesstreifen wurde erneuert)
- Bernhard Lichtenberg (1875–1943), Theologe (das Grab wurde in die St.-Hedwigs-Kathedrale verlegt)
- Mathilde Mallinger (1847–1920), Sängerin (Marmorsäule vorhanden, Genius verschwunden)
- Henriette (Maria) Mendelssohn (1775–1831), Erzieherin, Tochter des Philosophen Moses Mendelssohn (ihr Grab wurde 1955 „wegen Ablaufs der Liegefrist“ eingeebnet)
- Johannes Müller (1801–1858), Biologe, Physiologe (Grabplatte verschwunden)
- Victor Naumann (1865–1927), Publizist und Schriftsteller
- Arnold Nieberding (1838–1912), Jurist, Politiker
- Emil Nitsch (1879–1941), Kammersänger
- Ignaz von Olfers (1793–1872), Generaldirektor der Berliner Museen (Grabmal verschwunden)
- Giuseppe Passalacqua (1797–1865), Direkter der Ägyptischen Sammlung
- Julius Qualigo (1833–1899), Theatermaler (Grabmal verschwunden)
- Athanasius von Raczynski (1788–1874), Adeliger und Kunstsammler (erneuerte Grabplatte im ehemaligen Todesstreifen)
- Peter Reichensperger (1810–1892), Politiker, Mitbegründer der Zentrumspartei
- August Rincklake (1843–1915), Architekt, Hochschullehrer (Grabmal verschwunden)
- Marianne Schadow (1758–1815), Ehefrau des Bildhauers Johann Gottfried Schadow (das von ihrem Ehemann geschaffene Grabmal wurde 1925 ins Märkische Museum überführt)
- Paul Scheffer-Boichorst (1843–1902), Historiker (Porträtrelief verschwunden)
- Margarete Luise Schick (1773–1810), Sopranistin (Grabmal 1891 zerstört)
- Johann Heinrich Schmedding (1774–1846), Rechtswissenschaftler, Verwaltungsbeamter, Hochschullehrer
- Karl Seydelmann (1793–1843), Schauspieler (Porträtrelief verschwunden)
- Franz Leopold Sonnenschein (1817–1879), Chemiker
- Joseph Sucher (1843–1908), Komponist, und Rosa Sucher (1849–1927), Opernsängerin (Grabmal verschwunden)
- Benedikt Waldeck (1802–1870), preußischer Politiker (Porträtrelief verschwunden)
- Karl Weierstraß (1815–1897), Mathematiker (Grabstein aufgrund des Mauerbaus versetzt; Grab war von 1994 bis 2014 Ehrengrab des Landes Berlin)
- Wilhelm Weskamm (1891–1956), Bischof von Berlin (1968 umgebettet in die Unterkirche der St.-Hedwigs-Kathedrale, Grabplatte jedoch noch vorhanden)
- Anton Eduard Wollheim da Fonseca (1810–1884), Schriftsteller, Übersetzer

Neben diesen Verlusten gibt es auf dem heute nur noch etwa 1,4 Hektar großen Gelände eine Reihe weiterer Gräber historisch mehr oder weniger bedeutsamer Personen, darunter:

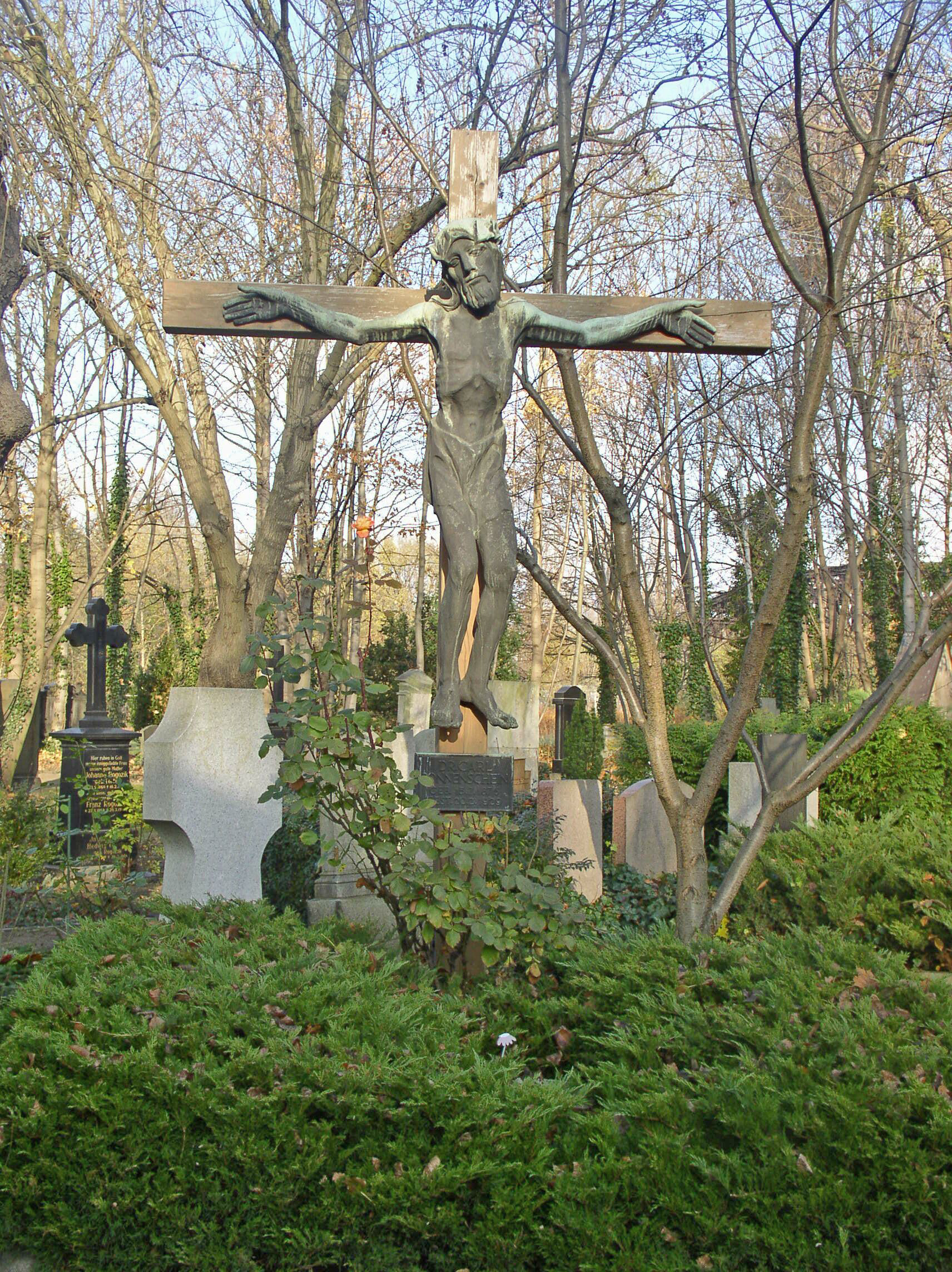
Grabmal für Carl Sonnenschein mit Skulptur Christus von Hans Perathoner, 1935

- Lorenz Adlon (1849–1921), Hotelier (Hotel Adlon) und Weinhändler
- Louis Adlon (1874–1945), Hotelier, Sohn von Lorenz Adlon
- Percy Adlon (1935–2024), Film- und Fernsehregisseur, Autor und Produzent
- Eleonore de Ahna (1838–1865), Opernsängerin
- Maximiliane von Arnim (1818–1894), Salonnière
- Mathias Bauer (1843–1906), Besitzer des Café Bauer
- Bruno Binnebesel (1902–1944), Theologe, Opfer des Nationalsozialismus (Urne 1947 von Brandenburg an der Havel hierhin überführt)
- Jules Brunfaut (1873–1928), Meisterkoch
- Ernst Brzoza (1898–1950), Pfarrer
- Franz Bumm (1861–1942), Jurist, Präsident des Reichsgesundheitsamtes
- James Cloppenburg (1877–1926), Mitbegründer des Textilkaufhauses Peek & Cloppenburg
- Herrmann Cohen, Komponist und Pianist, Kleriker (1943 hierher umgebettet aus der zerstörten St.-Hedwigs-Kathedrale; später nach Frankreich umgebettet, Grabstätte mit nach 2001 neu geschaffenem Gedenkstein)
- Peter Dussmann (1938–2013), Unternehmer und Gründer der Dussmann-Group
- Hermann Dyckhoff (1853–1916), Textileinzelhandels-Unternehmer
- Franz Anton Egells (1788–1854), Maschinenbau-Unternehmer
- Carl Flohr (1850–1927), Ingenieur und Fabrikbesitzer
- Enrique Gil y Carrasco (1815–1846), Dichter und Botschaftssekretär (die sterblichen Überreste wurden nach Spanien überführt)
- Eugen Gottlieb (1879–1940), Komponist und Kapellmeister
- Joseph Jahnel (1834–1897), Fürstbischöflicher Delegat (1889–1897) und Ehrendomherr zu Breslau
- Theodor Jansen (1829–1885), Justizrat (Medaillon von Rudolf Schweinitz)
- Josef Limburg (1874–1955), Bildhauer (sein schlichter, vermutlich erneuerter Grabstein wurde neben den Engeln aufgestellt)
- Daniel Liszt (1839–1859), Sohn des Komponisten Franz Liszt
- Anna Pauline Milder-Hauptmann (1785–1838), Sängerin (heutige Grabplatte von 1927)
- Karl Neuber (1841–1905), Fürstbischöflicher Delegat, Propst der St.-Hedwigs-Kirche
- Alphonse von Oriola (1812–1863), Kammerherr, Diplomat
- Johann Georg Patzenhofer (1815–1873), Gründer der Patzenhofer-Brauerei
- Rudolf von Renvers (1854–1909), Generalarzt, Direktor des Krankenhauses Moabit
- Therese Renz (1859–1938), Kunstreiterin
- Josef Rotter (1857–1924), Chirurg
- Carl Schilling (1876–1939), Steinmetz
- Matthias Carl Schilling (1851–1909), Königlicher Hofsteinmetzmeister, Vater von Carl Schilling (Grabstätte 2011 durch Ausbrechen der Bronzegitter stark beschädigt)
- Joseph Hermann Schmidt (1804–1852), Direktor der Gebärabteilung der Charité
- Georg Soenderop (1854–1909), Eisenbahnbauunternehmer
- Carl Sonnenschein (1876–1929), Theologe (das Holzkreuz mit Bronzekruzifix auf seinem Grab gilt als eines der bedeutendsten Grabmäler des Friedhofs)
- Ernst Thrasolt (1878–1945), Dichter und Priester
- Willibald Velten (1849–1937), Pfarrer

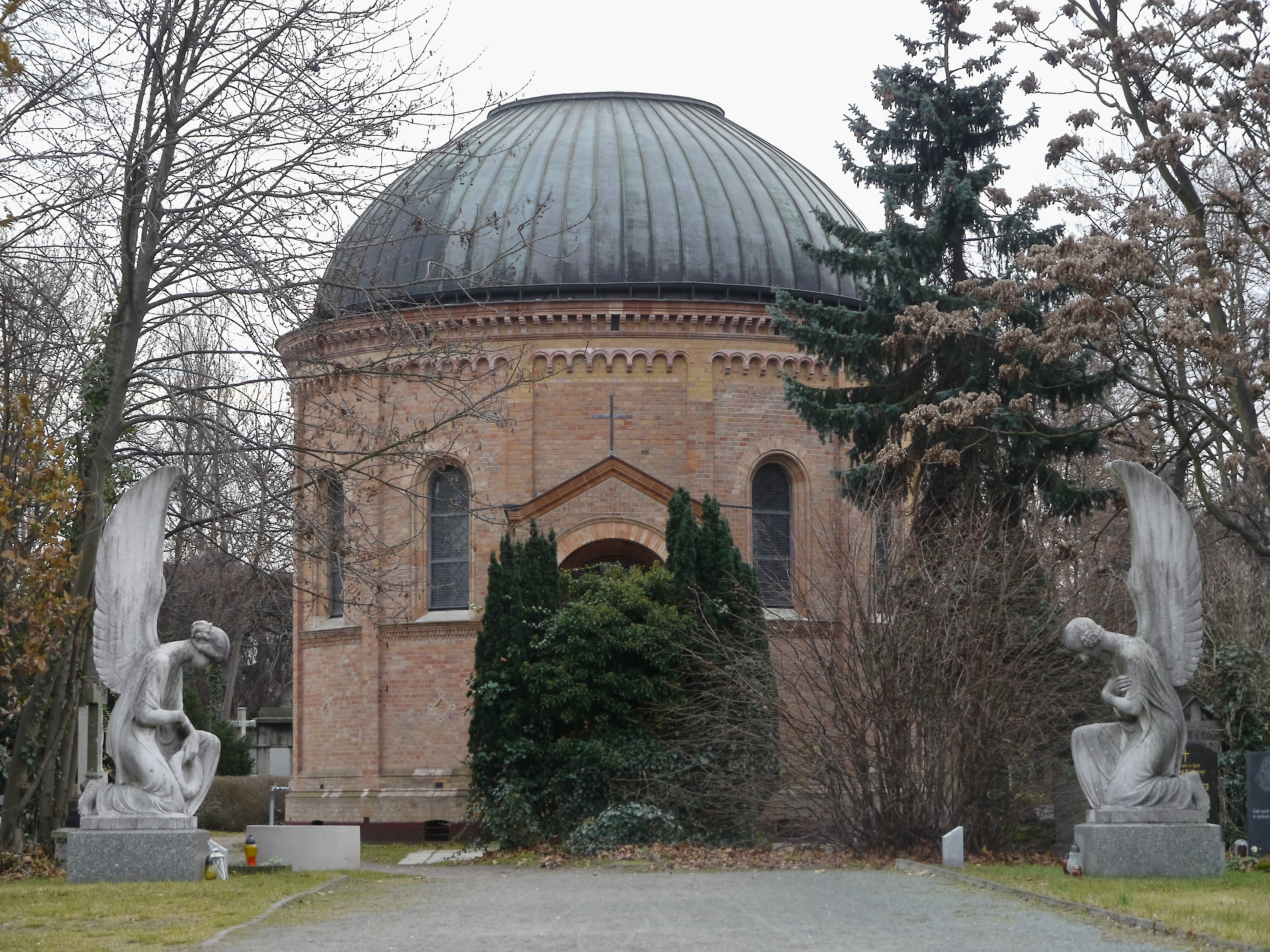
Engel am Zugang zum Friedhof
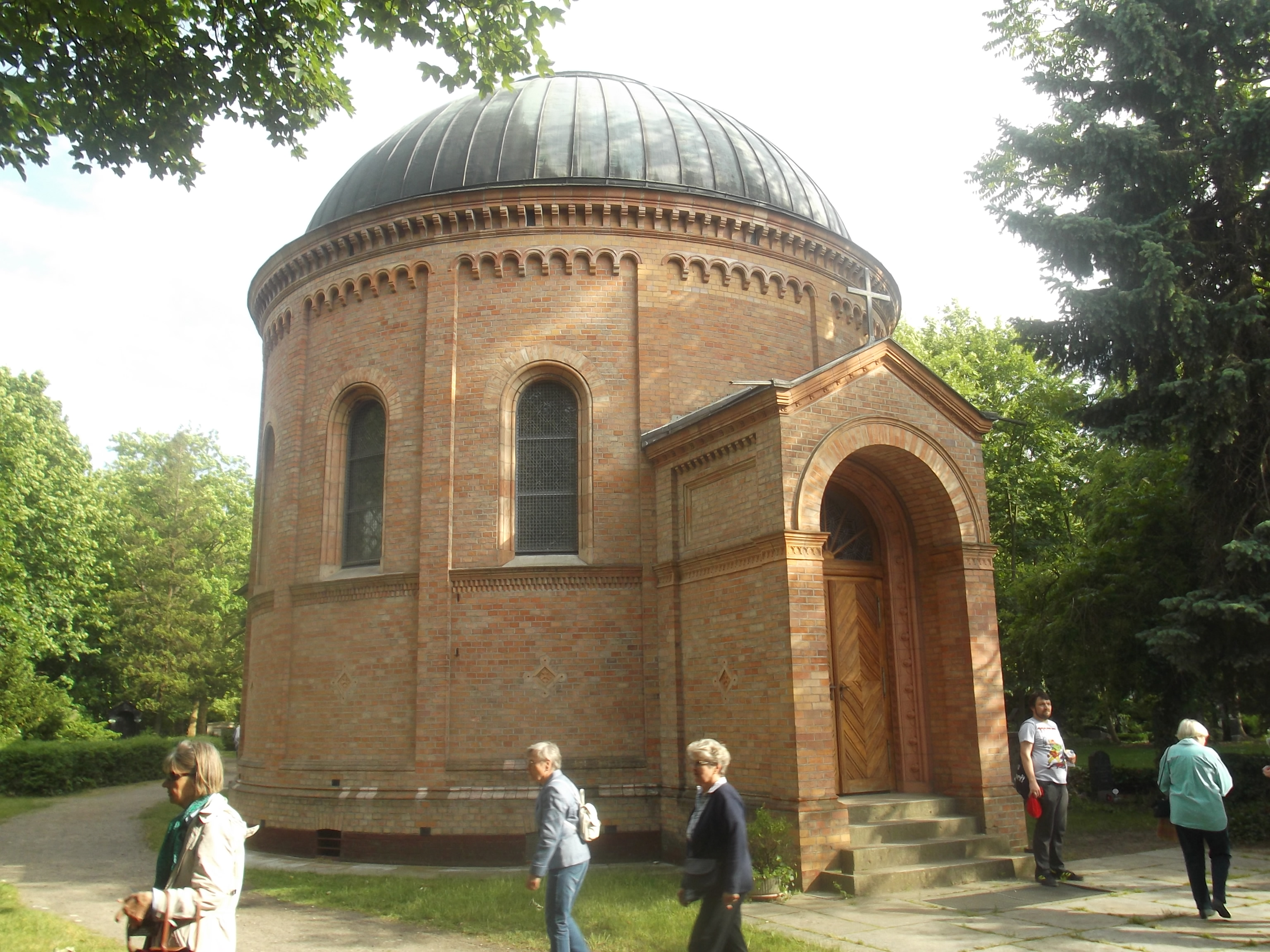
Eingang St. Annenkapelle
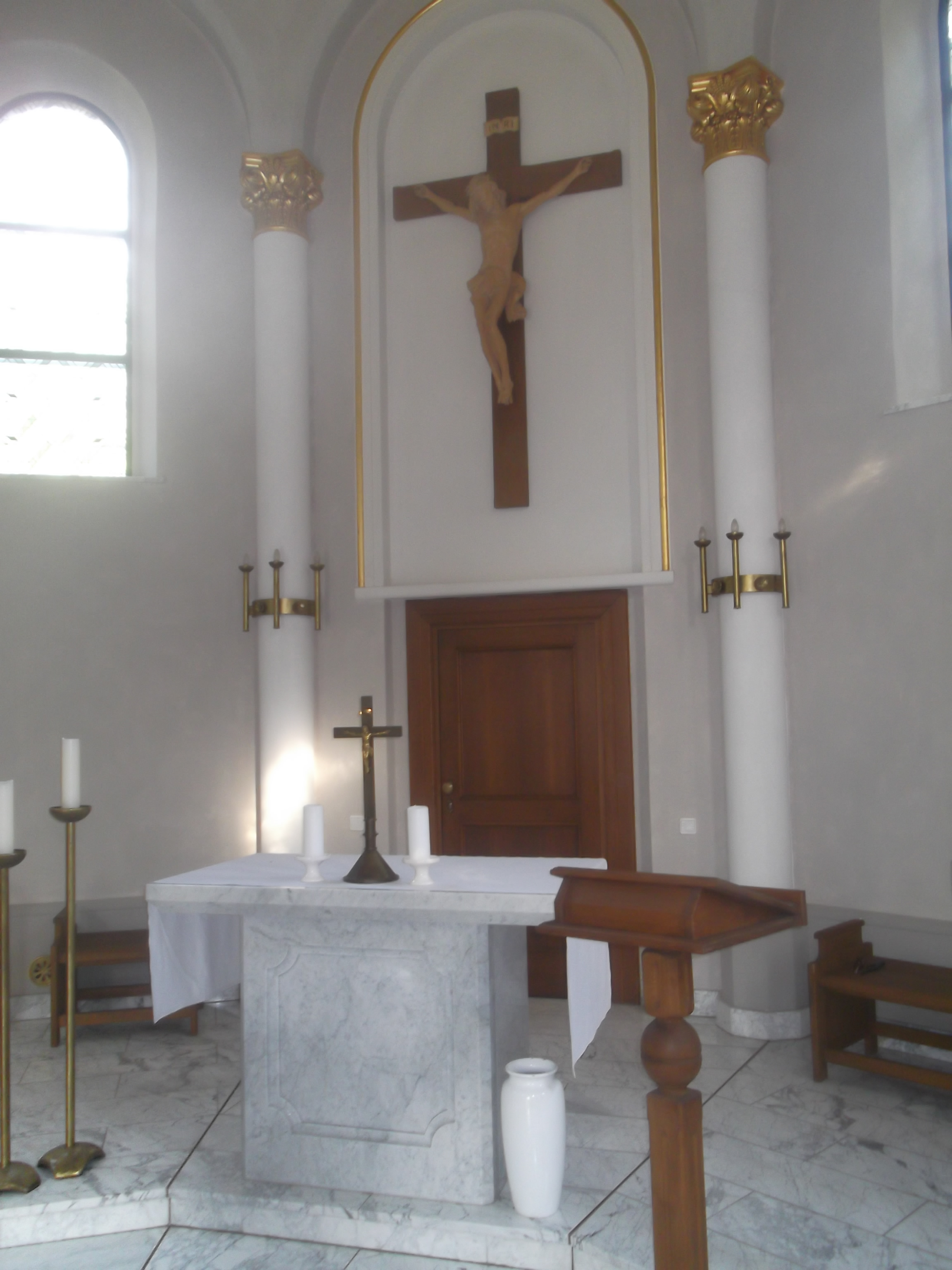
Innenansicht der St. Annenkapelle
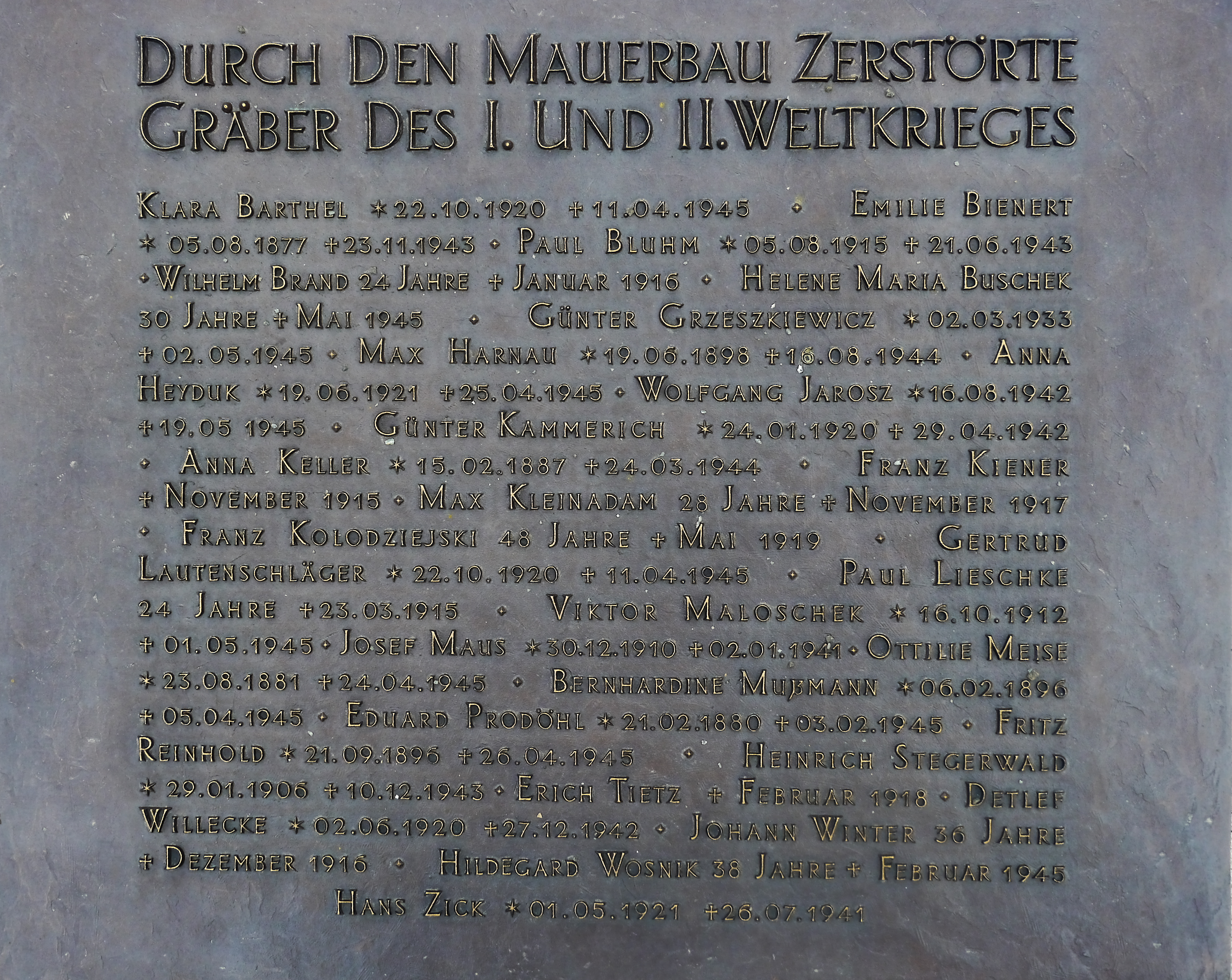
Gedenktafel für die zerstörten Gräber
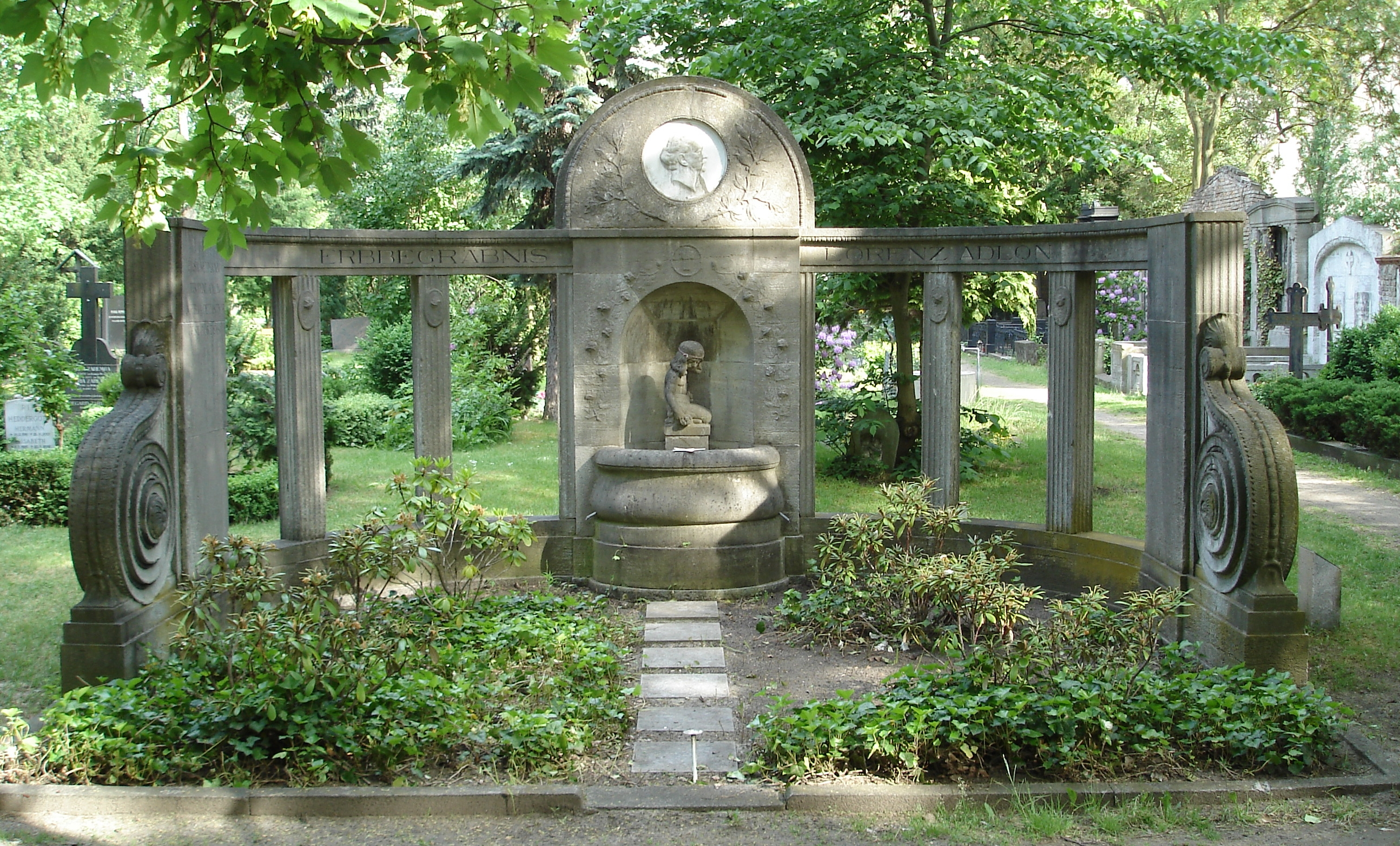
Grabstätte Lorenz Adlon
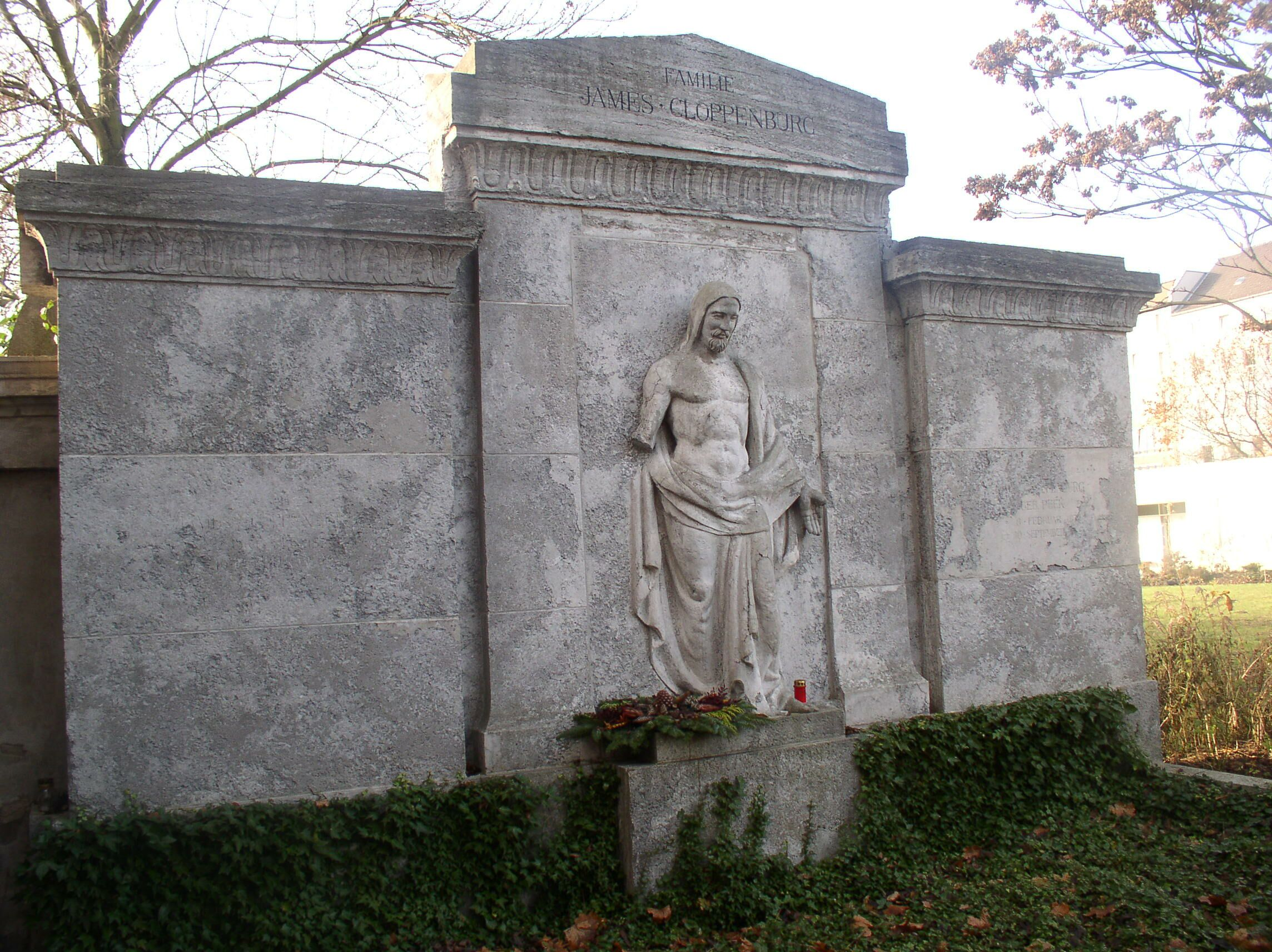
Grabstätte James Cloppenburg

### Dorotheenstädtischer Friedhof II

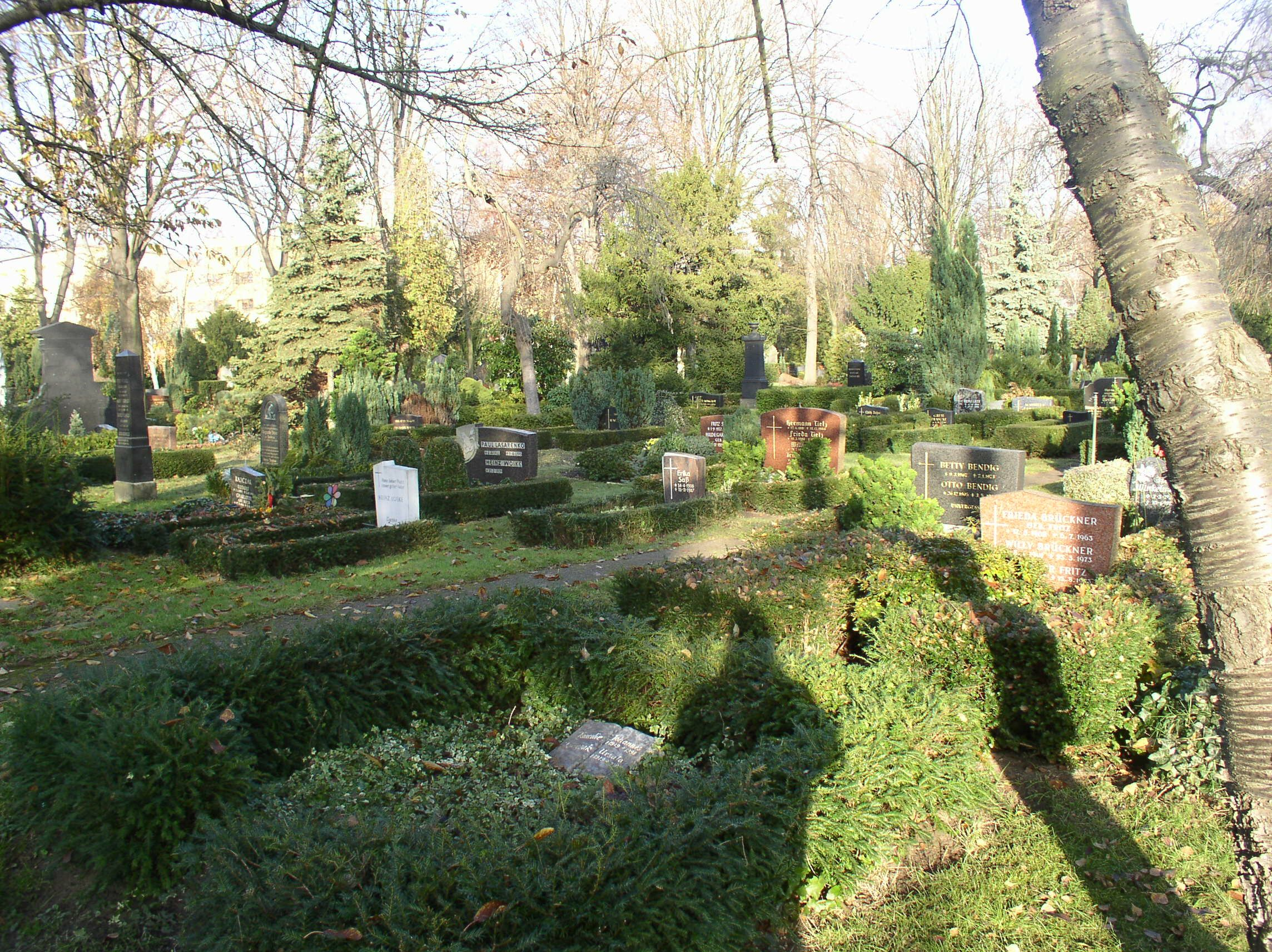
Blick über den Friedhof

Der Dorotheenstädtische Friedhof II wurde 1842 geweiht und sollte den Friedhof der Dorotheenstädtischen und Friedrichswerderschen Gemeinden an der Chausseestraße ablösen. Anders als bei diesem sollten hier jedoch nur Mitglieder der Dorotheenstädtischen Gemeinde beerdigt werden. Durch den Mauerbau wurde der Friedhof von der Gemeinde im Bezirk Mitte getrennt, die Pflege und Weiterführung übernahmen mehrere Kirchengemeinden in Kreuzberg.
In den Jahren 1912/1913 wurde das dreiteilige Tor nach Entwurf von Friedrich und Wilhelm Hennings erbaut. Die Kapelle entstand 1950/1951 nach Plänen von Otto Bartning, um einen Ersatz für die Kirche zu schaffen.
Zu den wichtigsten Grabstätten des Friedhofs gehört das unter Denkmalschutz stehende Mausoleum für den Zirkusdirektor Paul Vincenz Busch (1850–1927) und seine Frau Barbara Sidonie Busch (1849–1898), das 1898 von Herrmann Paulick und Felix Voss erbaut wurde. Auch das Grabmal des Unternehmensgründers Rudolph Hertzog (1815–1894) steht unter Denkmalschutz. Außerdem finden sich auf dem Gelände die Ehrengräber für August Kundt (1839–1894), Otto Nicolai (1810–1849), Julius Carl Raschdorff (1823–1914), Ernst Jacob Renz, Albert Schumann (1858–1939) und Eduard Fürstenberg (1827–1885).

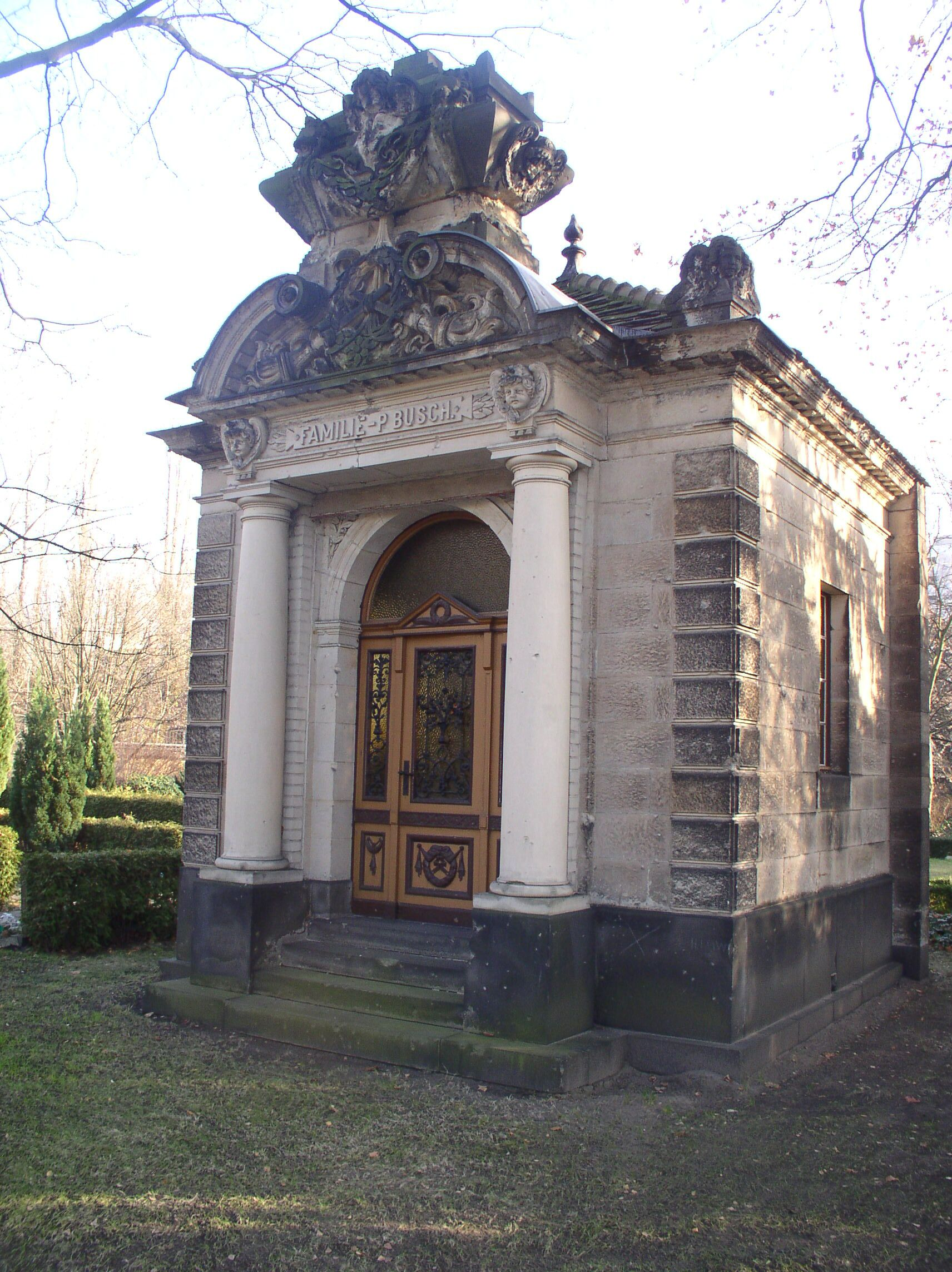
Mausoleum der Familie von Paul Busch
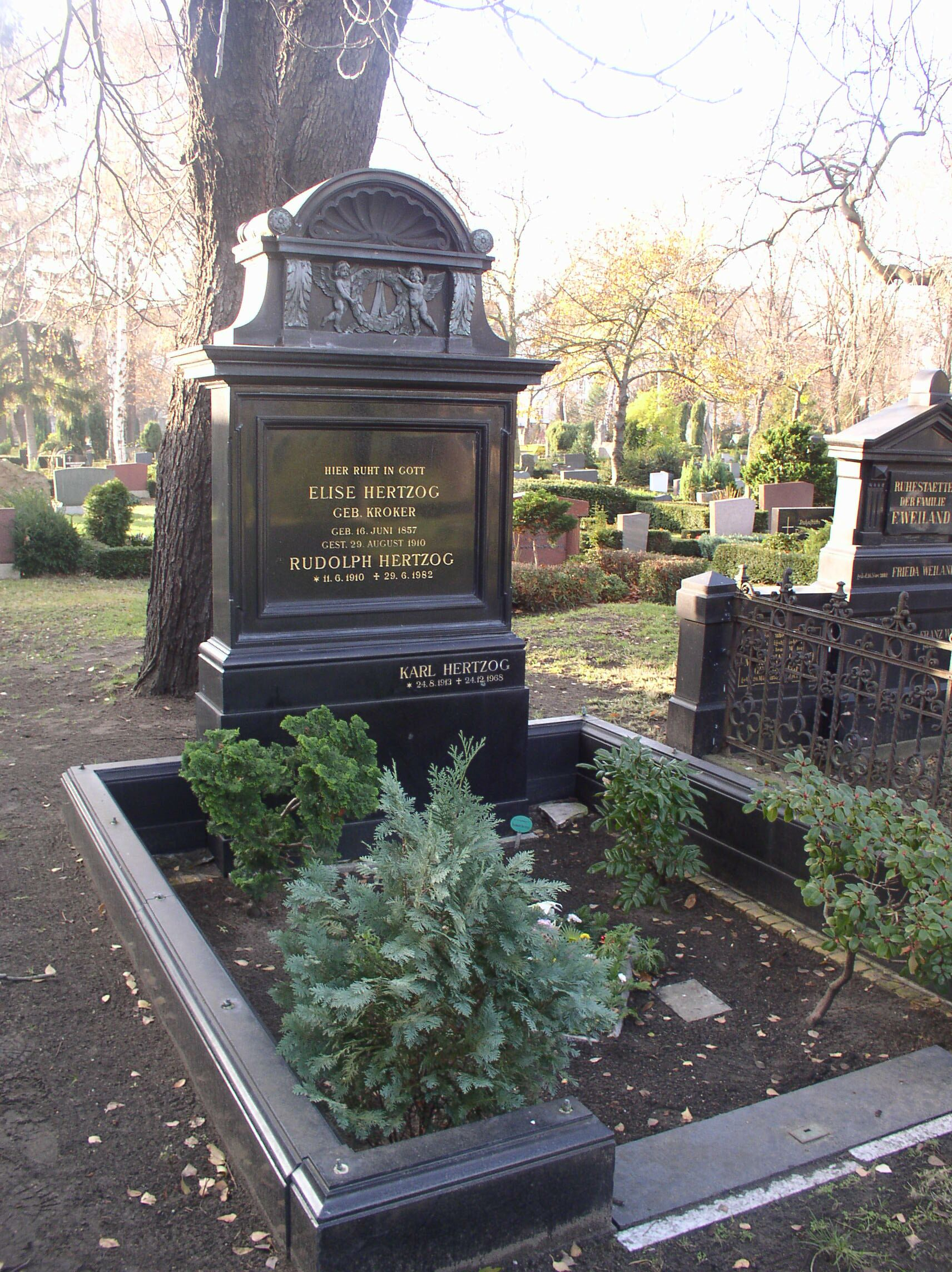
Grabstätte Rudolph Hertzog
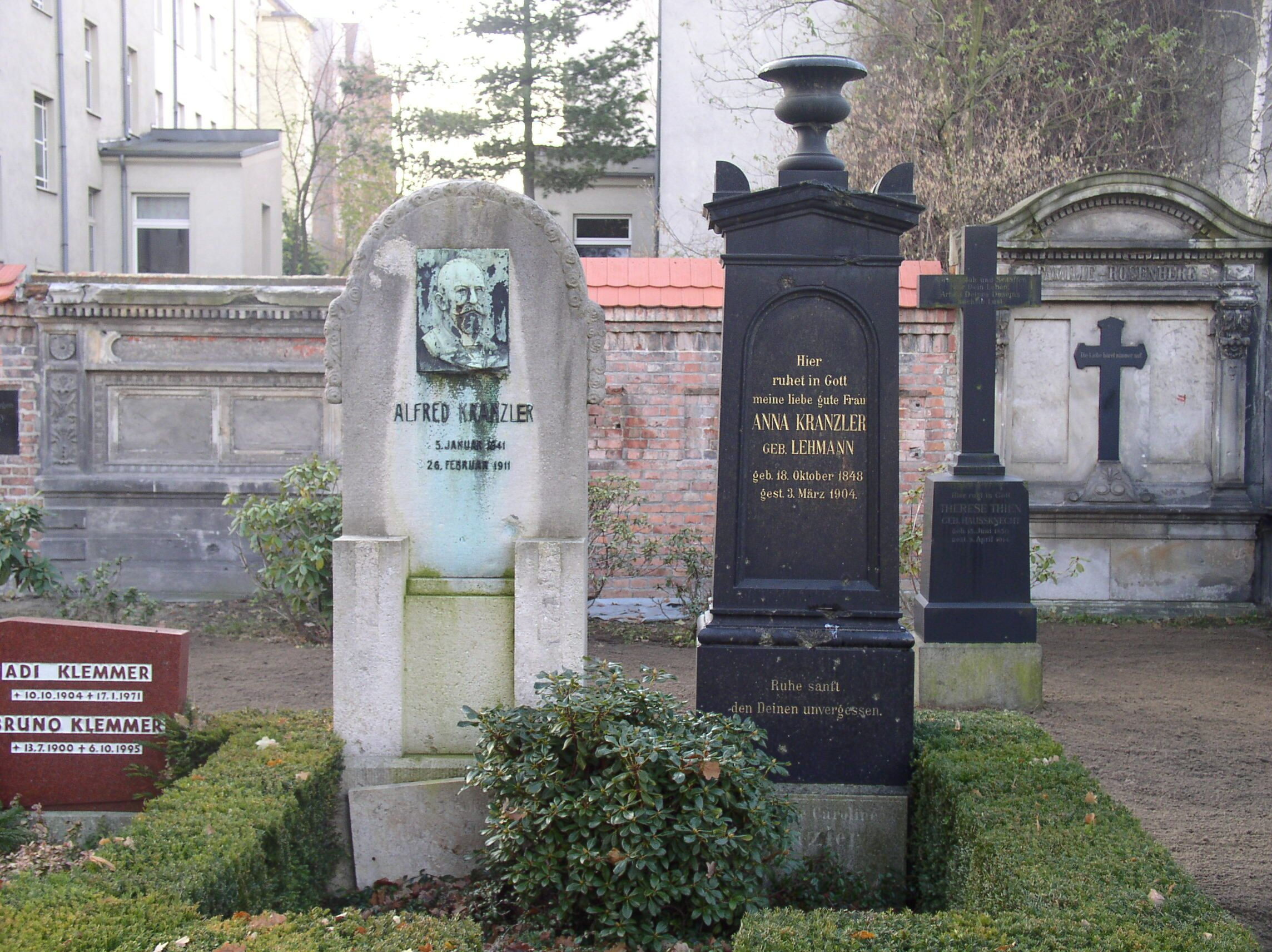
Grabstätte Alfred Kranzler
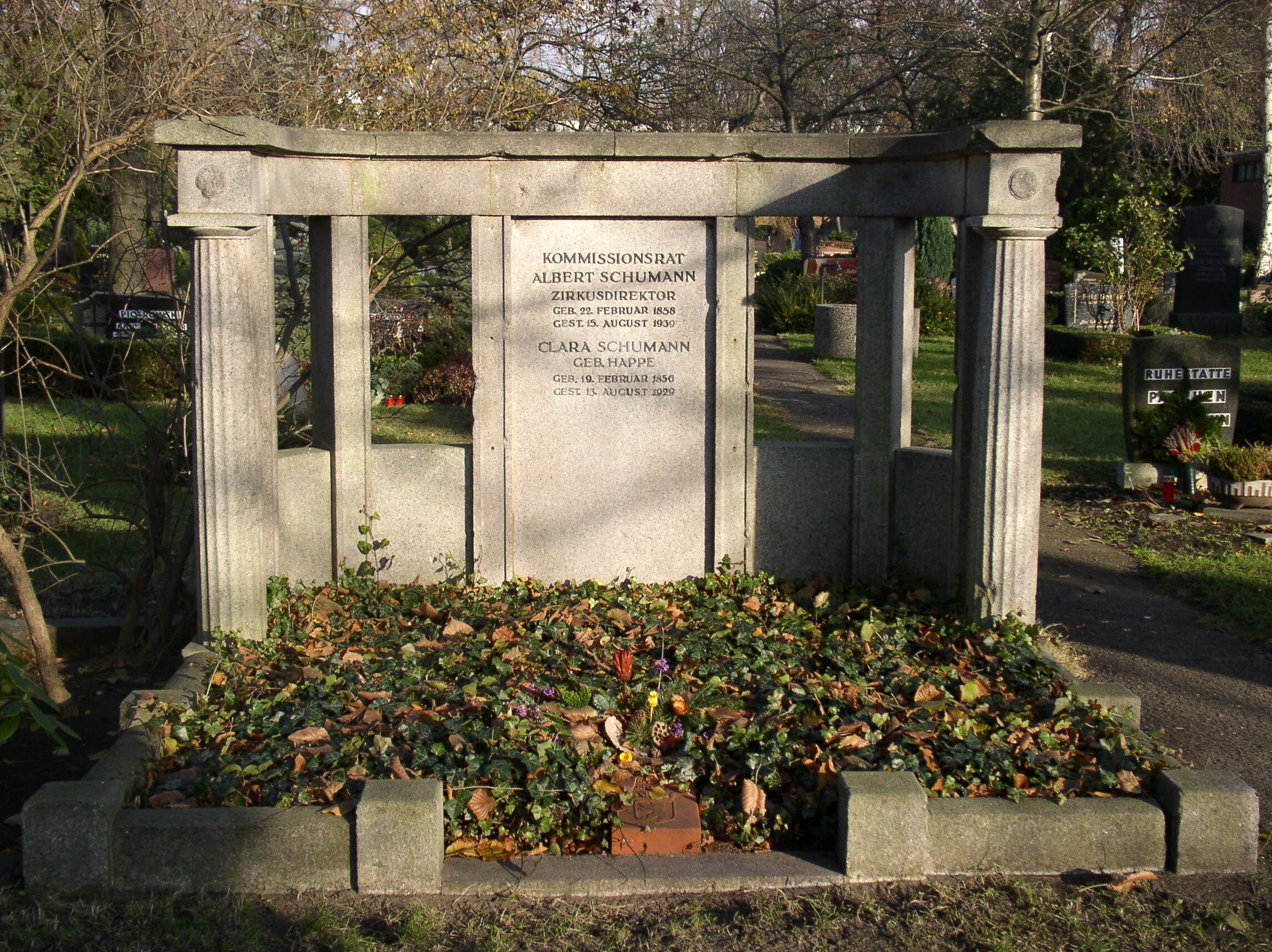
Grabstätte Albert Schumann

## Liesenbrücken

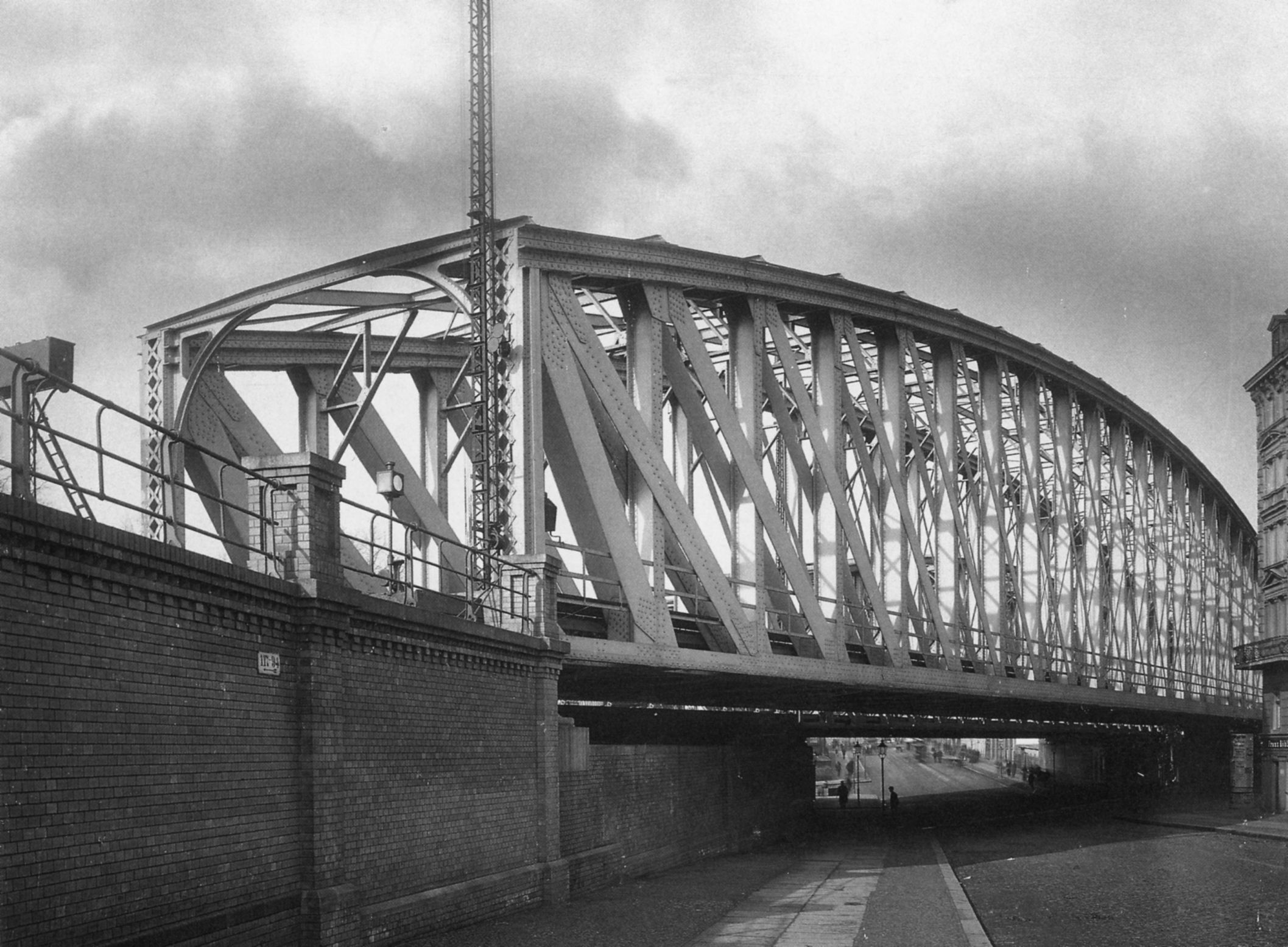
Ansicht der Brücke für die Stettiner Bahn über die Liesenstraße, 1897

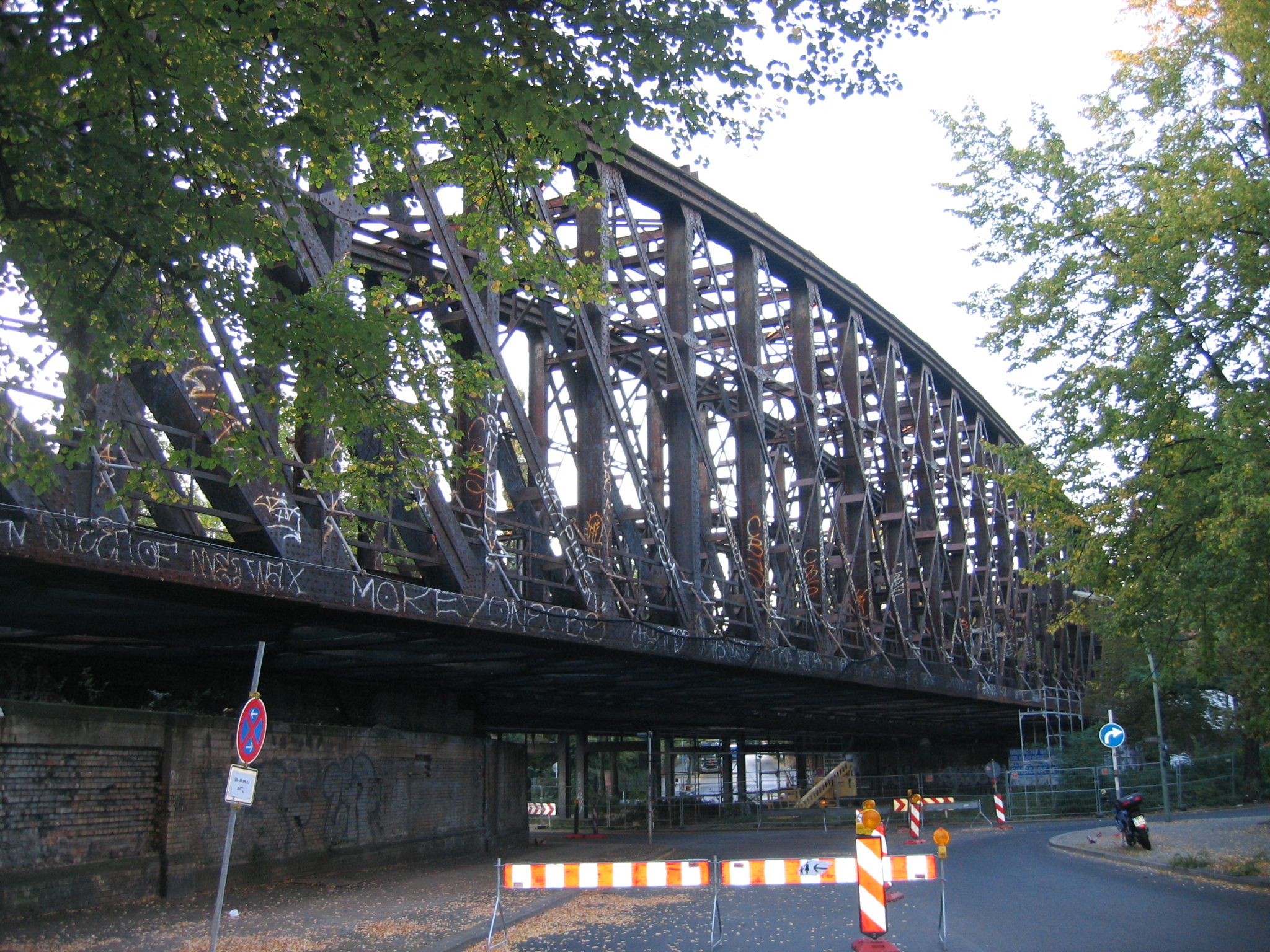
Die Liesenbrücken von der Gartenstraße aus gesehen

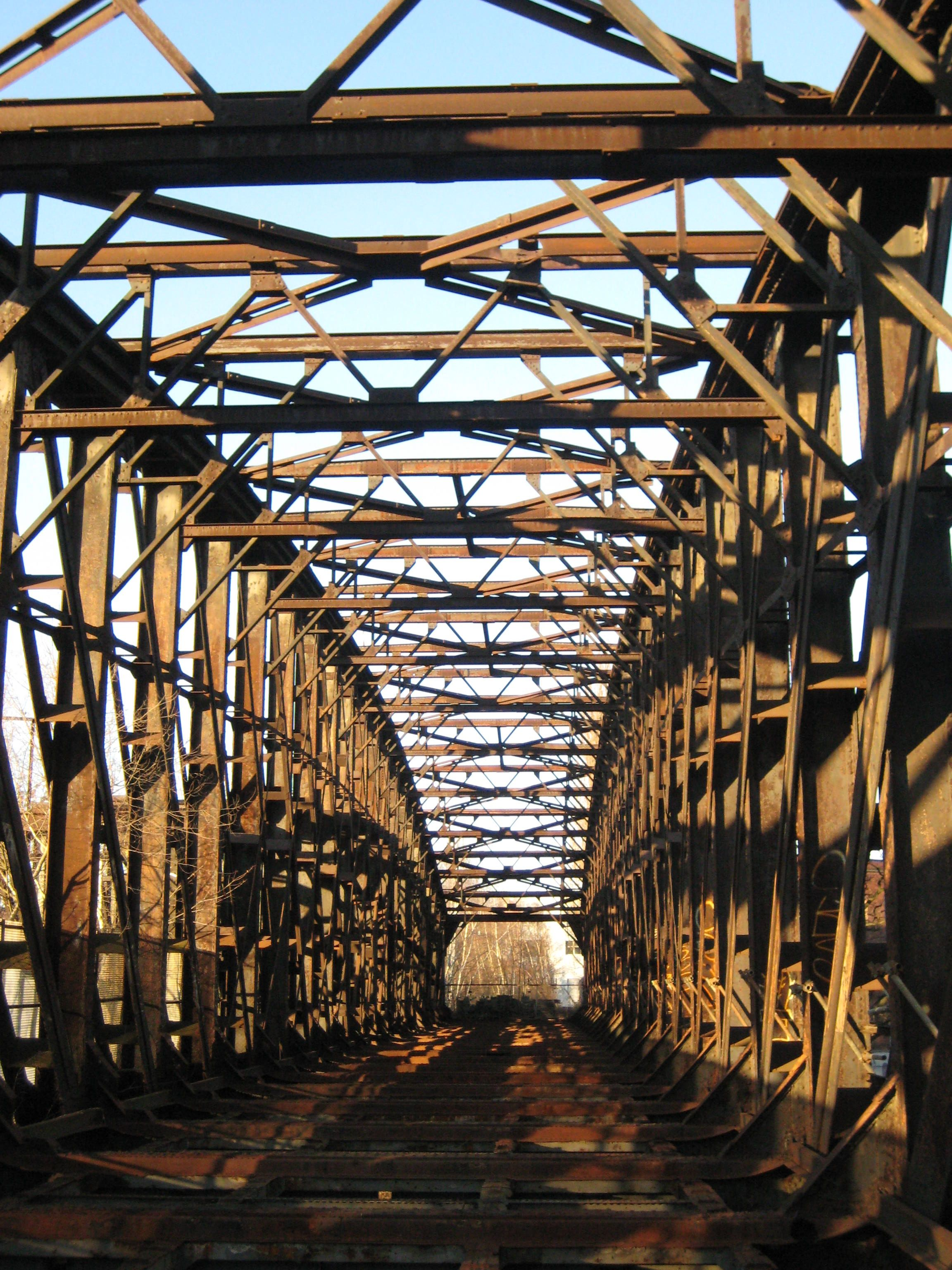
Die stillgelegte östliche Brücke

Die heute als Liesenbrücken bekannten Eisenbahnbrücken überqueren die Liesenstraße bei der Kreuzung mit der Gartenstraße (Lage). Der gesamte Komplex steht unter Denkmalschutz.
Erbaut wurden die Brücken 1890–1896 von den Ingenieuren B. Hildebrandt und K. Bathmann, um die Trasse der bereits seit 1843 existierenden Stettiner Bahn, die bis dahin die Straße niveaugleich auf einem Bahnübergang kreuzte, höher zu legen und damit eine störungsfreie Kreuzung von Bahn- und Straßenverkehr zu ermöglichen.
Für den Bau der Brücken wurden die Gleise auf Dammaufschüttungen verlegt. Die eigentlichen Brücken sind eiserne Fachwerkkonstruktionen, die halbparabolische Obergurte besitzen. Die Endstücke bilden Portale. Auf den Brücken wurden die Gleise in einer leichten Kiesschüttung verlegt, und das Gleisbett wurde mit Platten abgedeckt, die nicht mehr vorhanden sind.
Die westliche Brücke wurde in den Jahren 1956/1957 erneuert. Die Widerlager wurden für diesen Zweck vollständig abgetragen und neu aufgebaut.
Heute sind nur noch die renovierten westlichen Brücken als Bestandteil der Nord-Süd-S-Bahn in Betrieb. Die Initiative „Grünzüge für Berlin“ setzt sich dafür ein, eine Grünverbindung zwischen dem Park auf dem Nordbahnhof und dem Volkspark Humboldthain über die nicht mehr genutzten östlichen Liesenbrücken zu realisieren, einst Teil der Zufahrtsstrecke zum Stettiner Bahnhof. Gleichzeitig gibt es Pläne, den Raum innerhalb der Brückenkonstruktion auszubauen und als Restaurant zu nutzen.